# Liste der Träger des Ordens des Infanten Dom Henrique (Großkreuz)
In dieser Liste sind die Träger des Ordens des Infanten Dom Henrique in der Stufe Großkreuz mit kurzen Angaben zur Person aufgeführt.

## A
- Leandro Marin Abaunza (1969)
- Kálmán Ábrahám (1983)
- Lopo de Carvalho Cancela d'Abreu (1970)
- Academia Militar (1961)
- Angelo Dell’Acqua (1965)
- Giuseppe Acqua, Botschafter (2001)
- Edward Fenech Adami, Präsident der Republik Malta (1994)
- Alma Adamkienė (2007)
- John Correia Afonso (1992)
- Pedro Comissário Afonso, Botschafter (2001)
- Mário José de Aguiar, Fregattenkapitän (1982)
- Pedro Pablo Aguilar (1984)
- Lennart Ahren (1987)
- Constantinos Ailanos, Botschafter (1999)
- Aldo Ajello (1995)
- Amer Al-Fayez - 2009/03/16 Jordânia
- Khalid Al-Faisal Bin Abdul Al Saud (Príncipe) - 2005/08/30 Saudi-Arabien
- Manuel Alabart (Botschafter) - 1974/01/14 Spanien
- Eduardo Araya Alemparte (Botschafter) - 2001/09/26 Chile
- Marcelo Alencar Nunes de Alencar - 1997/08/18 Brasilien
- Miguel Arraes de Alencar - 1987/11/26 Brasilien
- Gabriel Ferrßn de Alfaro (Botschafter) - 1991/02/27 Spanien
- Ben Ali (Presidente da República) - 1995/10/02 Tunesien
- Hassan Ali - 1980/01/09 Irão
- Marí Alkatiri (Dr.) - 2006/02/14 Osttimor
- Cristina Barrios Almazor - 1996/08/23 Spanien
- António Manuel Macedo de Almeida (Dr.) - 1986/03/18
- António Victorino Goulart de Medeiros e Almeida (Maestro) - 2005/06/09
- Armando Fonseca de Almeida (Oberst) - 1986/03/18
- Eugénio Ferreira de Almeida (Almirante) - 1972/06/21
- João Vale de Almeida (Dr.) - 2011/06/10
- José Augusto Olympio Rocha de Almeida (Botschafter) - 1987/11/26 Brasilien
- José Augusto da Costa Almeida (General FA) - 1972/06/21
- José Carlos Júlio da Cruz Almeida (Dr.) - 2000/05/17
- José Manuel Lello Ribeiro de Almeida - 2005/04/21
- Leonardo Eugénio Ramos Ribeiro de Almeida (Dr.) - 1993/11/02
- Luísa Margarida de Carvalho Bastos de Almeida (Embaixadora) 2016/02/15
- Manuel Lopes de Almeida (Professor Doutor) - 1961/07/19
- Fredrik Almqvist (Botschafter) - 1975/05/16 Schweden
- Harvey F. Alness (Major) - 1960/12/20 Vereinigte Staaten von Amerika
- Luis Martinez Pazos Alonso (Botschafter) - 1993/05/28
- Hervé Alphand - 1969/02/01 Frankreich
- José Vieira Alvernaz (1981)
- Pierluigi Alverá (Botschafter) - 1979/10/13 Italien
- Dario Moreira de Castro Alves (Botschafter) - 1977/12/20 Brasilien
- Vasco Lopes Alves (Konteradmiral) - 1961/01/03
- AMALFI DUQUE DE (Duque) - 1970/07/10 Spanien
- Diogo Pinto de Freitas do Amaral (Professor Doutor) - 1994/06/09
- Joaquim Ferreira do Amaral (Ingenieur) - 2006/01/30
- João Bosco Mota Amaral (Dr.) - 1986/04/19
- Luís Fernando de Mira Amaral (Professor Doutor) - 2007/06/08
- Sérgio Silva do Amaral (Botschafter) - 1995/10/04 Brasilien
- Alexis de Aminoff (Botschafter) - 1961/03/09 Schweden
- Egil Johannes Amlie (Botschafter) - 1988/12/06 Norwegen
- Bernardo Sepúlveda Amor - 1986/07/18 Mexiko
- Américo Ferreira Amorim - 2006/01/30
- Celso Luiz Nunes Amorim (Dr.) - 1993/12/07 Brasilien
- Rolf Trolle Andersen - 2008/05/26 Norwegen
- G. Anderson (Vice-Almirante) - 1961/03/09 Vereinigte Staaten von Amerika
- Sten Andersson - 1987/01/13 Schweden
- António Paes de Andrade (Botschafter) - 2007/04/13 Brasilien
- Manuel dos Santos Moreira de Andrade (Botschafter) - 2003/07/21
- Mário David Andreazza (Oberst) - 1967/08/12 Brasilien
- Stefan Andrei - 1975/10/21 Rumänien
- Giulio Andreotti - 1990/06/29 Italien
- Sophia de Mello Breyner Andresen - 1987/02/13
- Tomás de Mello Breyner Andresen (Botschafter) - 1981/01/19
- Frans Andriesen - 1987/10/31 Niederlande
- Assunção Afonso de Sousa dos Anjos (Dr.) - 2008/12/30 Angola
- Roberto Antonione - 2002/01/03 Italien
- João Lobo Antunes (Professor Doutor) - 2004/06/09
- Manuel Lobo Antunes (Botschafter) - 2013/07/22
- Pedro Nieto Antunez (Kapitän-de-mar-e-guerra) - 1965/06/09 Spanien
- Pentti Arajarvi - 2002/10/24 Finnland
- Asdrubal Aguiar Aranguren - (Dr.) - 1998/05/29 Venezuela
- Clemente Araoz - 1962/10/30 Perú
- António Carlos Candeias de Araújo (Dr.) 2016/01/26
- António Martin Araujo (Botschafter) - 1974/07/11 Venezuela
- Frederico Cezar de Araujo (Botschafter) - 2000/03/14 Brasilien
- Júlio Casas Araujo (Botschafter) - 1961/03/09 Uruguai
- Roberto Luis Assumpção de Araujo (Botschafter) - 1977/05/20 Brasilien
- Ubiratan Castro de Araújo (Professor Doutor) - 2008/03/05 Brasilien
- Hugh Arbuthnott (Botschafter) - 1993/04/27 Vereinigtes Königreich
- José Luis Archer (Botschafter) - 1963/08/29
- Raniero Yanni d' Archirafi - 1981/10/19 Italien
- Vicente Alberto Alvarez Areces - 2006/09/25 Spanien
- Prinz Leopoldo von Arenberg (Botschafter) - 2008/11/26 Malta
- Alberto Aza Arias - 2000/09/11 Spanien
- José António Gimenez Arnan (Botschafter) - 1973/03/28 Spanien
- Albino Aroso (Professor Doutor) - 1998/06/09
- Samir Arrour (Botschafter) - 2008/11/17 Marokko
- Horácio Arteaga - 1987/01/21 Venezuela
- Jan Arvesen (Botschafter) - 0099/11/16 Norwegen
- Gabriel Ascencio - 2005/07/15 Chile
- Thorhallur Asgeirsson (Botschafter) - 1980/08/05 Island
- José Angel Sanchez Asiain (Professor) - 1996/02/22 Spanien
- Kerstin Asp-Johnsson (Botschafterin) - 1991/05/15 Schweden
- Jean Asselborn - 2005/05/06 Luxemburg
- Prinzessin Astrid von Belgien (2006)
- Augusto Albuquerque Bettencourt de Athayde (Dr.) - 2010/11/23
- Belarmino Maria Austregesilo Athayde - 1960/12/20 Brasilien
- Meelis Atonen - 2003/05/29 Estland
- Emilio Casinello Auban (Botschafter) - 1992/09/30 Spanien
- Colette Avital - 2011/06/10 Israel
- Ioan Avram - 1975/10/22 Rumänien
- Carmela Aguilar Ayanz (Botschafter) - 1984/08/03 Perú
- Miguel Solano Aza - 1978/04/20 Spanien
- Marcos Castrioto de Azambuja (Botschafter) - 1991/07/02 Brasilien
- Eduardo Brandão de Azeredo - 1997/08/18 Brasilien
- Belmiro Mendes de Azevedo (Ingenieur) - 2006/01/05
- Carlos de Pinho Moreira de Azevedo (2010)
- Maria Eduarda de Almeida Azevedo (Dra.) - 1998/03/06
- Manuel Aznar - 1964/09/28 Spanien

## B
- Edward Babiuch (1976)
- Armando Cerejeira Bacelar (1996)
- Elizabeth Bagley (1997), Botschafterin der Vereinigten Staaten
- Adhemar Gabriel Bahadian (1997), brasilianischer Botschafter
- Zsolt Bajnok (1983)
- Vladimir Bakarić (1976)
- Aliomar de Andrade Baleeiro (1972)
- Justino Sanson Balladares (1961), nicaraguanischer Botschafter
- Emilio Saavedra Balmaceda (1961)
- Francisco Pinto Balsemão (2006)
- Martin Bangemann, EU-Kommissar für den Binnenmarkt (1989)
- Augusto Soares de Sousa Baptista - 1961/04/27
- César Henrique Moreira Baptista (Dr.) - 1972/06/21
- José Carlos Pinto Soromenho Viana Baptista (Ingenieur) - 1984/07/30
- Belisario Velasco Baraona (Botschafter) - 2003/06/17 Chile
- Manuel Freire Themudo Barata (General) - 2002/03/06
- António Manuel Pinto Barbosa (Professor Doutor) - 1961/02/24
- José Ângelo Mota Novais Barbosa (Professor Doutor) - 2008/06/06
- Lúcio Alberto de Assunção Barbosa (Juiz Conselheiro) 2012/06/08
- Mário Gilson Alves Barbosa - 1970/08/10 Brasilien
- D. José Fernando de Almansa Morno Barreda (Visconde) - 1996/08/23 Spanien
- Luís José Moreira da Silva Barreiros (Botschafter) - 2006/01/16
- Ireneu Cabral Barreto (Juiz Conselheiro) 2016/02/25
- Pascoela Barreto (Botschafterin) - 2007/03/06 Osttimor
- Ademar de Barros (Dr.) - 1962/07/19 Brasilien
- Henrique Medina de Barros (Pintor) - 1984/02/11
- Henrique Teixeira Queirós de Barros (Engenheiro) 2016/06/15
- Luis Gonzalez Barros (Botschafter) - 1964/05/11 Kolumbien
- Miguel de Polignac de Barros (Dr.) - 2010/11/23 Frankreich
- Martin Bartenstein (Dr.) - 2005/01/31 Österreich
- Robert Louis Barthelemy (Kapitän-de-mar-e-guerra) - 1961/03/09 Frankreich
- Alberto Leoncini Bartoli (Botschafter) - 2010/11/23 Italien
- Mars Di Bartolomeo - 2005/05/06 Luxemburg
- Jaume Bartomeu - 2010/03/05 Andorra
- Hassan Solaiman Abu Basha - 1985/08/19 Ägypten
- BASILIO I Sua Santidade Basilio I. - 1993/06/21 Polen
- Alexandre Ferreira Pinto Basto (Dr.) - 1971/05/22
- João Eduardo Monteverde Pereira Bastos (Botschafter) - 1985/05/25
- Ivan Velloso da Silveira Batalha (Botschafter) - 1981/09/22 Brasilien
- Emilio Battista (Senador) - 1965/07/21 Italien
- Giovanni Battistini (Botschafter) - 1992/09/30 Italien
- Edmond de Beauverger (Botschafter) - 1964/07/04 Frankreich
- Luis Miguel Couceiro Pizarro Beleza (Professor Doutor) - 2005/06/28
- José Joaquin Puig de la Bellacasa (Botschafter) - 1994/12/20 Spanien
- Einar Benediktsson - 1984/01/17 Island
- Adolpho Corrêa de Sá e Benevides - 1981/09/22 Brasilien
- Paolo Pucci di Benisichi (Botschafter) - 2005/01/31 Italien
- António Villacieros y Benito - 1964/11/06 Spanien
- João Bento (Professor Doutor) 2016/02/26
- Moulay Slama Benzidane - 1989/02/04 Marokko
- José Manuel Rodrigues Berardo - 2004/10/04
- Javier Laviña Berenguer (Oberst) - 1962/02/14 Spanien
- Bernard Berg - 1988/11/12 Luxemburg
- Eivim Berg - 1980/12/05 Norwegen
- Sergio Berlinguer (Botschafter) - 1990/09/12 Italien
- Silvio Berlusconi (2005)
- Joaquim Bernal (Botschafter) - 1977/03/17 Mexiko
- António de Lencastre Bernardo (Oberstleutnant) - 1986/03/18
- Hans-Bodo Bertram, Deutscher Botschafter in Lissabon (2006)
- Maitre Alioune Blodin Beye - 1996/01/09 Malawi
- Hugo Hendrik Bierman (Almirante) - 1973/09/26 Südafrika
- Džemal Bijedić - 1976/07/28 Jugoslawien
- Mihu Miron Biji (Botschafter) - 1997/09/23 Rumänien
- Nendaka Bika - 1984/12/12 Zaire
- Tobias Billstrom - 2008/05/02 Schweden
- François Biltgen - 2005/05/06 Luxemburg
- József Birë (Dr.) - 1979/05/31 Ungarn
- Hermínio Blanco (Dr.) - 1998/10/19 Mexiko
- Jakov Blažević - 1976/07/28 Jugoslawien
- Klaus Blech, Chef des deutschen Bundespräsidialamts (1989)
- Adolfo Bloch - 1987/11/26 Brasilien
- Rafael Fernandez de Bobadilla (Almirante) - 1964/09/28 Spanien
- Emil Bobu - 1975/10/21 Rumänien
- Fernand Boden - 1988/11/12 Luxemburg
- Fernand Boden- 2005/05/06 Luxemburg
- S. E. Albrecht Freiherr von Boeselager - 1990/04/16 Italien
- Tore Bogh - 1978/08/30 Norwegen
- Léon Bollendorff - 1988/11/12 Luxemburg
- Klaus Bölling, Sprecher der deutschen Bundesregierung (1978)
- Edouard Bonnefous (Professor) - 1970/09/16 Frankreich
- Bonsange (General) - 1984/12/12 Zaire
- José Rodriguez de la Borbolia - 1988/10/13 Spanien
- Pilar de Borbon (Duquesa) - 1968/06/06 Spanien
- António Mendo de Castel-Branco do Amaral Osório Borges (Professor Doutor) 2014/06/09
- António Vitorino Frankreich Borges (General) - 1962/06/15
- Efraim Castilho Borges (Botschafter) - 1969/05/23 Nicaragua
- Celio de Oliveira Borja - 1977/12/20 Brasilien
- Jorge Konder Bornhausen (Botschafter) - 1987/11/26 Brasilien
- Afonso Talaia Lapa de Sousa Botelho (General) - 1962/06/15
- Alfonso Colomina Boti (Kapitän-de-mar-e-guerra) - 1961/03/09 Spanien
- Bruno Bottai (Botschafter) - 1990/09/12 Italien
- Yvon Bourges - 1975/10/21 Frankreich
- Louic Bouvard (Dr.) - 1994/10/27 Frankreich
- Singa Boyenge (General) - 1984/12/12 Zaire
- Júlio E. Braceno (Botschafter) - 1961/03/09 Panama
- Geoffrey Vincent Brady (Botschafter) - 1984/07/04 Australien
- José Vicente Pinheiro de Melo de Bragança (Dr.) - 1996/02/12
- Joaquim Rafael Branco (Dr.) - 2000/08/02 S. Tomé und Principe
- José Hugo Castelo Branco - 1987/11/26 Brasilien
- João Paulo da Silva Paranhos do Rio Branco - 1977/12/20 Brasilien
- Gregório Lopez Bravo - 1970/07/10 Spanien
- Algirdas Mykolas Brazauskas - 2003/05/29 Litauen
- Robert Bréchon (Professor Doutor) - 2002/06/09 Frankreich
- Sydney Brenner (Dr.) - 2009/05/21 Vereinigtes Königreich
- Piergiorgio Bressani - 1980/11/19 Italien
- Nuno Frederico de Brion (Almirante) - 1962/03/24
- Carlos Brito - 1997/06/09
- Gabriel Maria da Costa Mesquita de Brito (Botschafter) - 1995/03/10
- Manuel de Brito - 2004/12/13
- Raimundo de Moura Brito (Professor Doutor) - 1965/06/05 Brasilien
- Pierre Brochand (Botschafter) - 2002/12/06 Frankreich
- Henri Van Den Broek - 1991/05/14 Niederlande
- Manuel da Costa Braz (Oberst) - 1982/06/30
- Cristovam Buarque - 1997/08/18 Brasilien
- Maurizio Bucci (Botschafter) - 1980/11/19 Italien
- Bulambo (Botschafter) - 1984/12/12 Zaire
- José Diaz de Villegas Bustamante (General) - 1962/09/15 Spanien
- Erich Butzke (Botschafter) - 1977/05/20 Deutschland
- Axel Buus (Botschafter) - 1990/11/05 Dänemark
- József Bényi (Dr.) - 2003/06/17 Ungarn

## C
- Georges Etienne Jules Cabanier - 1966/07/06 Frankreich
- Bernardo Cabral (Senador) - 1995/10/04 Brasilien
- Francisco Caldeira Cabral (Professor Doutor) - 1989/03/18
- José Bernardo Cabral (Dr.) - 1990/10/19 Brasilien
- Sérgio Alexandre Aires Trindade Sacadura Cabral (Botschafter) - 1989/04/22
- Mercedes Cabrera - 2006/09/25 Spanien
- Armindo Branco Mendes Cadaxa (Botschafter) - 1977/12/20 Brasilien
- Cesáreo Juste Cadierno - 1967/02/16 Spanien
- Epitácio Cafeteira - 1987/11/26 Brasilien
- Alfred Cahen - 1982/06/26 Belgien
- Julien Cain - 1968/07/26 Frankreich
- Máximo Cajal - 1988/10/13 Spanien
- Álvaro Silva Calderón (Dr.) - 2001/11/08 Venezuela
- Carlo Calenda (Botschafter) - 1980/11/19 Italien
- Christian Calmes (Marechal) - 1985/01/29 Luxemburg
- Pedro Calmomn (Dr.) - 1971/02/26 Brasilien
- Jaime Ornelas Camacho (Ingenieur) - 2001/06/28
- John Campbell (Botschafter) - 2002/09/25 Irland
- António Correia de Campos (Professor Doutor) - 2005/06/28
- Paulo César de Oliveira Campos - 2003/07/23 Brasilien
- Pedro Manuel Guedes Passos Canavarro (Dr.) 2012/06/08
- Ivan de Oliveira Cannabrava (Botschafter) - 1997/12/16 Brasilien
- José Joaquim Gomes Canotilho (Professor Doutor) - 2005/06/09
- Jorge Brum do Canto - 1994/06/09
- António d'Orey Capucho - 1997/06/09
- Orlando Soares Carbonar (Botschafter) - 1981/09/22 Brasilien
- Javier Ramirez Cardona - 1962/11/13 Kolumbien
- Alberto Mendes Cardoso (General) - 1997/12/16 Brasilien
- Alvaro Eurico Lopes Cardoso (Juiz) - 1967/06/24
- Ruth Cardoso - 2000/03/14 Brasilien
- Pedro Chaná Cariola (Botschafter) - 1965/02/09 Chile
- Andreas Carlgren - 2008/05/02 Schweden
- Adelino da Palma Carlos (Professor Doutor) - 1991/12/09
- Frank C. Carlucci - 2003/11/24 Vereinigte Staaten von Amerika
- Roberto da Luz Carneiro (Professor Doutor) - 2009/06/08
- D. Rafael Spottorno Diaz Caro - 1996/08/23 Spanien
- Fernando Lázaro Carreter (Professor) - 1996/02/22 Spanien
- Germán Nava Carrillo (Botschafter) - 1977/07/07 Venezuela
- José Federico de Carvajal - 1988/10/13 Spanien
- Adriano António de Carvalho (Botschafter) - 1989/04/22
- Agenor Francisco Homem de Carvalho (General) - 1991/07/02 Brasilien
- Clóvis de Barros Carvalho - 1997/12/16 Brasilien
- Eduardo Fernando Street Manoel Nunes de Carvalho (Botschafter) - 1994/10/11
- Joaquim Barradas de Carvalho (Professor Doutor) - 1987/07/03
- Ruy Alberto Rebelo Pires de Carvalho (Actor) 2012/10/30
- Agostino Casaroli - 1985/04/26 Italien
- Pier Ferdinando Casini - 2005/01/31 Italien
- Fritz Caspari (Professor Doutor) - 1978/05/19 Deutschland
- Gaspar de Queirós de Abreu Castelo-Branco (Dr.) 2016/02/15
- Sebastião Maria de Almeida Santos de Castello-Branco (Botschafter) - 1989/04/22
- Ruben Carpio Castillo (Dr.) - 1987/01/21 Venezuela
- Augusto de Castro (Dr.) - 1961/07/19
- Manuel Monteiro de Castro (1985)
- José Costa Cavalcanti - 1970/07/10 Brasilien
- Joaquim Lopes Cavalheiro (General) - 1986/03/18
- Fernando Cento (Cardeal) - 1965/06/05 Italien
- Manuel Gonçalves Cerejeira (Cardeal) - 1960/12/27
- Pascual Cervera y Cervera (Vice-Almirante) - 1961/03/09 Spanien
- Wojeiech Chabasinski (Botschafter) - 1979/09/03 Polen
- Pensak Chalarak (Botschafter) - 2007/12/03 Tailândia
- José Charlier (Oberst) - 1982/12/10 Belgien
- Fernando Rodriguez Porrero y Chavarri - 1978/08/30 Spanien
- Eduardo Augusto Arala Chaves - 1982/06/30
- Edward Chilton (Marechal) - 1960/12/20 Vereinigtes Königreich
- Lee Chong Chin - 1984/07/04 República da Coreia
- Joaquim Alberto Chissano (Presidente da República) - 1984/05/14 Mosambik
- Ian Soren Haslund Christensen (General) - 1992/10/12 Dänemark
- Torbjorn K. Christiansen - 1987/12/05 Norwegen
- Christo Christov - 1979/05/31 Bulgarien
- Henrique Silva Cimma - 1992/08/26 Chile
- Ruy Cinatti (Dr.) - 1992/06/10
- Gheorghe Cioara - 1975/10/21 Rumänien
- Prinzessin Claire von Belgien (2006)
- Hans Peter Clausen - 1992/10/12 Dänemark
- Manuel António Caldeira Pais Clemente (Professor Doutor) - 1995/06/09
- Joan Clos - 2006/09/25 Spanien
- Felix de Iturriaga y Codes (Botschafter) - 1964/12/12 Spanien
- Karel Coeckx (Botschafter) - 1981/08/07 Belgien
- Augusto Victor Coelho (Juiz-Conselheiro) - 1991/06/10
- Gonçalo Luis Maravilhas Correia Caldeira Coelho (Botschafter) - 1974/04/23
- Joaquim Francisco Coelho (Professor Doutor) - 1993/06/09 Brasilien
- Luis Braancamp Freire Pinto Coelho (Pintor) - 2000/05/02
- Luiz da Câmara Pinto Coelho (Botschafter) - 1967/02/08
- Nilo Coelho - 1924/06/10 Brasilien
- Narana Sinai Coissoró (Professor Doutor) - 2006/01/30
- Colyton (Lord) - 1972/03/15 Vereinigtes Königreich
- Teodor Coman - 1975/10/21 Rumänien
- Elie de Comminges (Senhor) - 2010/11/23 Frankreich
- D. Federico Trillo Figueroa Martinez Conde - 1996/08/23 Spanien
- CONDE de Airlie - 1993/04/27 Vereinigtes Königreich
- Vítor Manuel Ribeiro Constâncio - 1995/05/24
- José Luis Cardona Cooper (Botschafter) - 1973/03/28 Costa Rica
- Michel Corboz (Maestro) - 1999/12/13 Suiça
- Luis Nuno da Veiga Menezes Cordeiro (Botschafter) - 1983/05/31
- Diego Cordovez - 1990/09/12 Ecuador
- Mario Nasalli Rocca di Corneliano (1966)
- António Arruda Ferrer Correia (Professor Doutor) - 1999/03/09
- António Augusto Peixoto Correia (Konteradmiral) - 1964/09/19
- Eugénio Maria Nunes Anacoreta Correia (Botschafter) - 1996/05/08
- José Manuel Sérvulo Correia (Professor Doutor) - 2008/06/06
- Maximino José de Morais Correia - 1962/06/15
- Angelo Corrias (Botschafter) - 1961/03/09 Italien
- Armando Zuzarte Cortesão (Doutor) - 1961/07/19
- Jaime Zuzarte Cortesão (Professor Doutor) - 1987/07/03
- Michel Cosentino (Botschafter) - 2004/03/11 Italien
- Peter J. Cosgrove (General) - 2002/04/05 Australien
- Ion Cosma - 1975/10/21 Italien
- Adelino Manuel Lopes Amaro Costa (Ingenieur) - 1981/07/13
- Alberto Romão Madruga da Costa - 2010/01/19
- António Luís Santos da Costa (Dr.) - 2006/03/01
- António Manuel Salavessa da Costa (Oberstleutnant) - 2001/09/20
- Guilherme Posser da Costa (Dr.) - 1996/06/03 S. Tomé und Principe
- José Carlos Sequeira Costa (Sub Tenente) - 2004/10/04
- Manuel Nataniel de Carvalho Costa (Botschafter) - 1989/03/21
- Miguel António Igrejas Horta e Costa (Dr.) - 2014/06/09
- Ronaldo Costa - 1987/11/26 Brasilien
- Sérgio Corrêa da Costa (Botschafter) - 1966/03/08 Brasilien
- Vasco Fernando Leote de Almeida e Costa (Konteradmiral) - 1985/07/09
- Luis Maria José d'Orey Pereira Coutinho (Dr.) - 1968/09/02
- Manuel Mateus Costa da Silva Couto (Tenente-coronel) 2016/02/11
- Mário Covas (Senador) - 1997/08/18 Brasilien
- Nuno Paulo de Sousa Arrobas Crato (Professor Doutor) 2016/02/12
- Bettino Craxi - 1987/10/31 Italien
- Francisco Pessanha de Quevedo Crespo (Botschafter) - 1985/02/07
- Manuel Pereira Crespo (Almirante) - 1972/06/21
- Vitor Manuel Trigueiros Crespo (Konteradmiral) - 2005/11/21
- Vitor Pereira Crespo (Professor Doutor) - 1981/04/09
- Prinzessin Cristina de Borbón y Grecia (1996)
- Herman de Croo - 2006/03/08 Belgien
- Abilio de Sousa Cruz - 1961/04/27
- António de Almeida Leite Cruz (Botschafter) - 1983/08/16
- Fernando de Magalhães Cruz (Botschafter) - 1983/08/03
- João Carlos Lopes Cardoso de Freitas Cruz (Botschafter) - 1981/07/13
- Manuel António Garcia Braga da Cruz (Professor Doutor) 2014/06/09
- Ferenc Csaba (Botschafter) - 1979/05/31 Ungarn
- Hernando Correa Cubides (Botschafter) - 1979/01/05 Kolumbien
- María Ángela Holguín Cuéllar (Außenministerin) - 2015/11/19 Kolumbien
- Ciriano Cuenca (Konteradmiral) - 1961/03/09 Argentinien
- António José Baptista Cardoso e Cunha (Ingenieur) - 1993/06/09
- Hélder de Mendonça e Cunha (Botschafter) - 1985/09/05
- Joaquim Moreira da Silva Cunha (Professor Doutor) - 1968/03/29
- Luís Manuel Moreira de Campos e Cunha (Professor Doutor) 2016/02/12
- Vasco Tristão Leitão da Cunha (Botschafter) - 1969/03/31 Brasilien
- José Pires Cutileiro (Botschafter) - 1983/08/16
- Ausmane Câmara - 1975/02/28 Senegal
- CÂMARA PORTUGUESA DE COMÉRCIO E INDÚSTRIA DO RIO DE JANEIRO - 1963/04/24

## D
- Cristobal Fernandez Dalo (Dr.) - 1998/05/29 Venezuela
- Robert Danzinger (Dr.) - 1984/04/18 Österreich
- Peko Dapčević - 1976/07/28 Jugoslawien
- Benkaram Mohammed Darweefsh (Botschafter) - 1981/10/26 Saudi-Arabien
- Etienne Davignon (Visconde) - 1987/10/31 Belgien
- Albert Debeche - 1982/12/10 Belgien
- Pierre Emile Debillote - 1973/04/25 Frankreich
- Jean-Louis Debré – 2006/01/03 Frankreich
- Jean-Luc Dehaene - 1982/12/10 Belgien
- Charles Delgado (Botschafter) - 1979/09/14 Senegal
- Jaime Alba Delibes (Botschafter) - 1974/02/12 Spanien
- Jacques Delors - 1987/10/31 Frankreich
- Gaston Deschepper - 1968/05/01 Belgien
- Andrea Maria Deskur (1983)
- Ion Diaconescu - 2000/03/15 Rumänien
- António Jorge Dias (Professor) - 1987/07/03
- Fernando Quintanilha Mendonça Dias (Konteradmiral) - 1961/01/03
- Carlos Jimenez Diaz (Professor Doutor) - 1963/04/26 Spanien
- Ernesto Torres Diaz (Botschafter) - 1972/04/11 Kolumbien
- Eberhard Diepgen - 1989/06/02 Deutschland
- Paul Dijoud - 1975/10/21 Frankreich
- Valentim dos Santos Diniz - 1987/11/26 Brasilien
- Abdon Diouf - 1975/02/28 Senegal
- Raif Dizdarević - 1976/07/28 Jugoslawien
- Boris Djibrov - 1979/05/31 Bulgarien
- Hocine Djoudi (Botschafter) - 1982/08/16 Argélia
- Takako Doi (D.) - 1993/12/02 Japan
- Patricia Dole (Dra.) - 2001/05/22 Canadá
- Plácido Domingo (Cantor) - 1998/07/01 Spanien
- Antigono Donati - 1967/04/04 Italien
- Hengo wa Dondo - 1984/12/12 Zaire
- Erik Dons (Botschafter) - 1967/01/28 Norwegen
- Ognhan Doynov - 1979/05/31 Bulgarien
- Gunnar Daniel Dryselius (Botschafter) - 1975/05/16 Schweden
- José Luis Fazenda Arnaut Duarte (Dr.) - 2005/04/21
- Rafael Rubio Freire Duarte - 1963/06/26 Spanien
- Paul Duhr (Botschafter) - 2003/07/28 Luxemburg
- Willem Frederik Duisenberg (Dr.) - 2003/09/11 Niederlande
- Luiz Dulci - 2003/07/23 Brasilien
- Lengema Dulia - 1984/12/12 Zaire
- Aurel Duma - 1975/10/21 Rumänien
- Jean Dupong - 1970/07/10 Luxemburg
- Bernard Durand (Conselheiro Embaixada) - 1976/12/06 Frankreich

## E
- Maria Manuela Neto Portugal Ramalho Eanes (Dra.) - 1997/05/23
- Freddy Augusto Gonzalez Echenagucia (Konteradmiral) - 1987/01/21 Venezuela
- Richard Eckaus - 2006/11/27 Vereinigte Staaten von Amerika
- Leif Edwardsen (Botschafter) - 1978/08/30 Norwegen
- Bokota w' Ekila - 1986/12/12 Zaire
- Mohamed El Sayed El - 1983/08/19 Ägypten
- Charles Burke Elbrick (Botschafter) - 1961/03/09 Vereinigte Staaten von Amerika
- Prinzessin Elena de Borbón y Grecia (1996)
- Helmut Elfenkämper (Botschafter) - 2013/10/15 Deutschland
- Jan Eliasson (Botschafter) - 1987/01/13 Schweden
- Konstantinos Eliopoulos - 1990/11/12 Griechenland
- Leopoldo Boado Endeiza (Konteradmiral) - 1964/07/29 Spanien
- Jan-Erik Enestam - 2002/10/24 Finnland
- Ene Ergma - 2003/05/29 Estland
- Bjõrn Eriksson - 1991/05/15 Schweden
- Niels Ersboell (Botschafter) - 1987/10/31 Dänemark
- Josef Ertl - 1978/05/19 Deutschland
- Dúcio Palmeiro de Escobar (General) - 1967/02/28 Brasilien
- ESCOLA NAVAL - 1961/05/29
- ESCOLA NAVAL DO BRASILIEN - 1960/12/20 Brasilien
- Manuel Carlos Pereira Alves Passos Esmeriz (General) - 1982/06/30
- Luis Peralta Espana - 1965/09/07 Spanien
- Eduardo Guzmén Esponda (Dr.) - 1974/04/15 Kolumbien
- Arnaldo Esquillante (Dr.) - 1981/01/23 Italien
- Mikael Essayan (Dr.) - 2005/07/11 Vereinigtes Königreich
- D. Pedro de Morenés Y Álvarez de Eulate (Verteidigungsminister) - 2015/06/02 Spanien
- Cesária Évora - 1999/05/31 Kap Verde
- Nelson Évora (Sportler) 2015/05/27

## F
- Laurent Fabius - 1987/10/31 Frankreich
- Gonzalo J. Facio - 1971/09/09 Costa Rica
- José Custódio de Freitas Fernando Fafe (Botschafter) - 1989/04/22
- Djacir Alves Falcão - 1977/12/20 Brasilien
- Ferenc Farago - 1983/05/05 Ungarn
- Eduardo Lourenço de Faria (Professor) - 1992/06/10
- Elmo Serejo Farias (Ingenieur) - 1977/12/20 Brasilien
- Luís Manuel Peça Farinha (Superintendente Chefe) 2016/02/03
- Mahmond Amin Fathi (Botschafter) - 1983/08/19 Ägypten
- Jean Edgar Faure - 1991/08/29 Frankreich
- Jorge Marcelo Faurie (Botschafter) 2013/01/28 Argentinien
- Mariano Joaquim de Oliveira Feio (Professor Doutor) - 1998/09/18
- Alberto Núñez Feijóo (Dr.) - 2015/06/09 Spanien
- Angelo Felici (1979)
- António José de Castro Bagão Félix (Dr.) 2016/02/12
- Robert Fellowes - 1993/04/27 Vereinigtes Königreich
- Per Fergo (Botschafter) - 1984/11/16 Dänemark
- Afonso Magalhães de Almeida Fernandes (Brigadeiro) - 1961/01/03
- Raúl Rosado Fernandes (Professor Doutor) - 1997/06/09
- Mariano Fernández (Botschafter) - 2009/12/01 Chile
- Eusébio da Silva Ferreira (Futebolista) - 1992/01/21
- Herculano Amorim Ferreira (Kapitän) - 1971/06/30
- José Manuel de Medeiros Ferreira (Dr.) - 1981/07/13
- Raquel de Bettencourt Ferreira (Botschafterin) - 1991/03/27
- Rui Fernando Meira Ferreira (Botschafter) - 1994/10/18
- Franco Ferretti (Botschafter) - 1990/09/12 Italien
- Ugo Ferruta (Almirante) - 1961/03/09 Italien
- Gabriel Ferrãn - 1988/10/13 Spanien
- Luis Alberto de Vasconcelos Góis Fernandes Figueira (Botschafter) - 1985/07/31
- Dulce Maria de Castro Figueiredo - 1981/09/22 Brasilien
- Joaquim Augusto Roseira de Figueiredo (Juiz-Conselheiro) - 1996/06/08
- João Baptista de Oliveira Figueiredo (Presidente da República) - 1978/12/28 Brasilien
- Mário de Figueiredo (Professor Doutor) - 1968/07/05
- António José Rodrigues Filho - 1972/07/31 Brasilien
- José Nogueira Filho (Botschafter) - 1987/11/26 Brasilien
- Luis Vianna Filho (Senador) - 1986/07/14 Brasilien
- Synesio Sampaio Goes Filho (Botschafter) - 2003/01/16 Brasilien
- Sérgio Cabral de Oliveira Santos Filho - 2008/03/05 Brasilien
- Gricha Filipov - 1979/05/31 Bulgarien
- Baroness Kirstine von Blixen-Finecke - 2008/05/02 Schweden
- Marc Fischbach - 1988/11/12 Luxemburg
- Garret Fitzgerald (Dr.) - 1987/10/31 Island
- Günter Flessner - 1978/05/19 Deutschland
- Juan Schwartz Diaz Flores (Ministro Plenipotenciario) - 1965/09/07 Spanien
- Mário Cesar Flores (Almirante) - 1990/10/19 Brasilien
- Luís de Matos Monteiro da Fonseca (Botschafter) - 2008/07/30 Kap Verde
- Maximiano Eduardo da Silva Fonseca (Almirante) - 1983/05/18 Brasilien
- Carlos Alberto da Fontoura (General) - 1973/07/26 Brasilien
- Arnaldo Forlani (Deputado) - 1967/04/04 Italien
- Corsino Fortes (Botschafter) - 1981/08/07 Kap Verde
- Aguinaldo Boulitreau Fragoso - 1966/06/25 Brasilien
- José Manuel de Magalhães Pessoa e Fragoso (Botschafter) - 1965/04/05
- João Carlos Pessoa Fragoso (Botschafter) - 1981/09/22 Brasilien
- Wellington Moreira Franco (Dr.) - 1987/11/26 Brasilien
- José Augusto Rodrigues Frankreich (Professor Doutor) - 2006/01/30
- Franco Frattini - 2005/01/31 Italien
- Imants Freibergs- 2003/05/29 Lettland
- António José Aniceto Mendonça de Siqueira Freire (Botschafter) - 1983/11/16
- Victorino Freire - 1961/02/28 Brasilien
- Ruyszard Frelek - 1976/07/10 Polen
- Nicolás Martinez Fresno - 2006/09/25 Spanien
- Luc Frieden - 2005/05/06 Luxemburg
- Herman Reijer Reimond Virgiel Froger (Botschafter) - 2006/09/29 Niederlande
- Aristotelis Frydas - 1981/10/28 Grécia
- Knut Frydenlund - 1980/12/05 Norwegen
- Licinio de la Fuente y de la Fuente (Dr.) - 1974/04/23 Spanien
- Dilson Domingos Funaro - 1987/11/26 Brasilien
- Luiz Fernando Furlan - 2003/07/23 Brasilien
- Maximilien Kardinal de Fürstenberg (1967)

## G
- Carlos Jorge Mendes Corrêa Gago, Ingenieur (1981)
- Faustino Armijo y Gallardo (1965)
- Alberto Ruiz Gallardën (2006)
- Miguel Artola Gallego, Professor (1996)
- Fernando Abbott Galvão, Erster Sekretär (1987)
- Benito Gama (1997)
- Jaime José Matos da Gama (1986)
- Paulo Cesar Prado Ferreira da Gama, Professor (1993)
- Sebastião da Gama (1993)
- Luigi Garafoli, italienischer Botschafter (1990)
- Luís Alfonso Dávila Garcia (2001)
- Pedro Rodrigues Benito Garcia, Botschafter (1983)
- Walter Gardini, italienischer Botschafter (1980)
- Alberto Gasbarri, (2010)
- Vítor Louçã Rabaça Gaspar (Professor Doutor) 2016/02/12
- William H. Gates (2006)
- Patrick Gautrat, französischer Botschafter (2008)
- António Gava (1990)
- Andreas Gavrielides- 1994/08/11 Chipre
- Ede Gazdik (Botschafter) - 1983/05/05 Ungarn
- Orlando Geisel (General) - 1973/03/08 Brasilien
- Tasso Genro - 2003/07/23 Brasilien
- Hans-Dietrich Genscher (1984)
- Boutros Boutros-Ghali (1983)
- Américo Ghioldi (Botschafter) - 1979/04/18 Argentinien
- Domenico Giani (Doutor) - 2010/05/11 Italien
- Adalberto Rodriguez Giavarini (Dr.) - 2001/11/14 Argentinien
- Anthony Giddens, britischer Soziologe (1999)
- Gaetano Gifuni (2005)
- Emmanouil Gikas (1999)
- Gilberto Gil (2003)
- Vicente Puyal Gil (1962)
- Manuel F. Gran Gilledo (1961)
- Sir David Gillmore (1993)
- Napoleon Gimenez, venezolanischer Botschafter (1984)
- José Luis Messia y Giménez (1973)
- Jorge Giordani (2001)
- Ernesto Giuriatti, italienischer Admiral (1967)
- Marquês Raimondo Giustiniani, italienischer Botschafter (1967)
- Kiro Gligorov (1976)
- Mokhless Gobba (1983)
- Jean Godeaux (1991)
- Fernando Manuel dos Santos Gomes (Dr.) - 1996/11/20
- Ricardo Jorge Seabra Gomes (Dr.) - 2005/09/12
- Emilio Garcia Gomez (Professor Doutor) - 1993/11/09 Spanien
- Hugo Gouthier de Oliveira Gondim (Botschafter) - 1961/02/28 Brasilien
- Faustino Ruiz Gonzãlez (Almirante) - 1964/09/28 Spanien
- Manuel Marín González - 1984/01/06 Spanien
- GONÇALVES (Botschafter) - 1997/12/16 Brasilien
- Jorge Manuel Jardim Gonçalves (Ingenieur) - 2005/06/09
- José Eduardo de Melo Gouveia (Botschafter) - 1989/05/26
- Maria Teresa Pinto Basto Patricio Gouveia (Dr.) - 1998/03/06
- Teodósio Clemente de Gouveia (1961)
- the Duchess of Grafton - 1979/08/14 Vereinigtes Königreich
- Nuno Lídio Pinto Rodrigues Grande (Professor Doutor) - 2002/02/18
- Leopold Gratz - 1984/04/18 Österreich
- Dante Graziosi (Professor) - 1966/07/01 Italien
- Fernando Lopes Graça (Maestro) - 1987/02/02
- Rosário Green (Botschafterin) - 1998/10/19 Mexiko
- José Gregori (Botschafter) - 2003/07/23 Brasilien
- Vartan Gregorian (Professor) - 1998/11/16 Vereinigte Staaten von Amerika
- Francisco de Assis Grieco (Botschafter) - 1977/12/20 Brasilien
- Remigio Grillo (Botschafter) - 1964/11/04 Italien
- Ottone Grisogono - 1968/05/01 Italien
- Odel Gronvold - 1980/12/05 Norwegen
- Guido Grooscors (Dr.) - 1977/07/07 Venezuela
- Jorge Rodriguez Grossi - 2001/09/26 Chile
- Bjorn T. Grydeland - 2008/05/26 Norwegen
- Andrés Reguera Guajardo - 1978/04/20 Spanien
- Cesidio Guazaroni (Botschafter) - 1980/11/19 Italien
- Karel De Gucht - 2006/03/08 Belgien
- Francisco Armando Guedez (Botschafter) - 1977/07/07 Venezuela
- Álvaro Manuel Soares Guerra (Botschafter) - 1980/03/18
- Manuel Vieira Guerreiro (Professor) - 1997/05/12
- Ramiro Elysio Saraiva Guerreiro (Botschafter) - 1977/12/20 Brasilien
- Júlio F. Guillén (Kapitän-de-Fragata) - 1961/03/09 Spanien
- Fernando António de Lacerda Andresen Guimarães (Botschafter) - 1995/02/14
- Rui Azevedo Guimarães (Juiz-Conselheiro) - 1997/06/09
- Ulisses Guimarães (Dr.) - 1987/11/21 Brasilien
- Karl Gumbel (Dr.) - 1966/03/21 Deutschland
- Angel Gurria (Dr.) - 2000/04/06 Mexiko
- Francisco Guterres - 2022/05/19 Osttimor

## H
- Amer Hadidi (2009)
- Magne Hagen (1980)
- Jean-Marie Halsdorf (2005)
- Hideichiro Hamanaka (2005), japanischer Botschafter
- Skene Hamre (1980), norwegischer General
- Saied Abdel Kader Hamza (1983)
- Kjell Bjorge Hansen (1980), norwegischer General
- Bunbei Hara (1993)
- Joseph Harfouche (1964), libanesischer Botschafter
- Wilfried Haslauer (1984)
- Dawlat Hassan, ägyptische Botschafterin (2003)
- Göran Hasselmark, schwedischer Botschafter (1987)
- Tsutomu Hata (1993)
- Alejandro Gallinal Heber, uruguayischer Botschafter (1972)
- Bruno Heck (1968)
- Sven Fredrik Hedin, schwedischer Botschafter (1987)
- Geraldo de Azevedo Henning, Brasilianischer Vizeadmiral (1978)
- Raúl Silva Henríquez, chilenischer Kardinal (1963)
- Dimitris Heraclides, griechischer Botschafter (1981)
- Hugo Hergel, dänischer Botschafter (1961)
- Peter Hermes (1978)
- Rafael Morales Hernández - 1962/09/05 Spanien
- Carlos Romero Herrera - 1984/01/06 Spanien
- Ramon Martin Herrero (Botschafter) - 1975/04/17 Spanien
- Rudolf Christian Hiemstra (General) - 1969/05/01 Südafrika
- Gerald Hinteregger (Botschafter) - 1984/04/18 Österreich
- Stanley Ho - 1995/03/30 Vereinigtes Königreich
- Erich Hochleitner (1984), österreichischer Botschafter
- Ricardo Díez-Hochleitner - 2006/09/25 Spanien
- Richard C. Holbrooke (Botschafter) - 2004/06/23 Vereinigte Staaten von Amerika
- Ehrenfried von Holleben (Botschafter) - 1975/04/17 Deutschland
- Niels Eilshou Holm (Dr.) - 1992/10/12 Dänemark
- Johan Holst - 1980/12/05 Norwegen
- Amadeu de Carvalho Homen  (Professor Doutor) - 2004/10/04
- Basílio Adolfo de Mendonça Horta da Franca (Botschafter) - 2006/01/30
- Eduardo Moreira Hosannah (Botschafter) - 1978/12/28 Brasilien
- Morjhiro Hosokawa - 1993/12/02 Japan
- Marcel Houllez (Botschafter) - 1985/01/29 Belgien
- Ulf Husebo (Brigadeiro) - 2008/05/26 Norwegen

## I
- Georgios Iacovou (1994)
- Juan Carlos Rodriguez Ibarra (2002)
- Salvador Campos Icardo, mexikanischer Botschafter (1998)
- Enrique V. Iglesias (2014) Uruguay
- Bomele Molinco Ikaki, zairischer Botschafter (1984)
- Yukihiko Ikeda (1998)
- Marin Iliescu, rumänischer Botschafter (1975)
- Petko Iliev (1971)
- Ingvi S. Ingvarsson, isländischer Botschafter (1984)
- Ioan Ioniță (1975)
- Manuel Fraga Iribarne, spanischer Professor (1964)
- Miguel Maria de Lojûndio e Irure, spanischer Botschafter (1966)
- Krister Isaksson, schwedischer Botschafter (2001)
- Mugur Isărescu (2000)
- Yuso Isono, japanischer Botschafter (1961)
- Gerard Eliza Baron van Ittersum, niederländischer Botschafter (1970)

## J
- Marie-Josée Jacobs (2005)
- Mieczysław Jagielski (1976)
- Trpe Jakovlevski (1976)
- Peter Jankowitsch (1984), österreichischer Botschafter
- Valerio Janone (1990)
- Adriano Vera Jardim (1982)
- Alberto João Cardoso Gonçalves Jardim (1984)
- Marcelo Andrade de Moraes Jardim (Botschafter) - 2003/10/17 Brasilien
- Edgardo Mercado Jarrín (General) - 1969/05/01 Perú
- Wojciech Jaruzelski (1976)
- Marcel Henri Jaspar (1966), belgischer Botschafter
- Lady Chilel Jawara (1993)
- Phairot Jayanama (Professor) - 1972/04/11 Tailândia
- Groudi Jelev - 1979/05/31 Bulgarien
- Lord Roy Jenkins (1993)
- Uffe Ellemann-Jensen - 1984/11/16 Dänemark
- José Manuel Duarte de Jesus (Botschafter) - 1991/09/06
- Josef Hendrikus Jeurissen (Botschafter) - 2002/02/14 Niederlande
- Guo Jiading (Botschafter) - 2014/05/09 Volksrepublik China
- Ludmila Jivkova - 1979/05/31 Bulgarien
- Jerónimo Henriques Jorge (Primeiro-Tenente) - 1969/05/28
- Lídia Guerreiro Jorge - 2005/03/09
- Louis Joxe (1960)
- D. Abel Matutes Juan - 1996/08/23 Spanien
- Nasser Dschudeh - 2009/03/16 Jordanien
- Jean-Claude Juncker (1988)
- Alarico da Silveira Junior - 1972/07/25 Brasilien
- Gelson Fonseca Junior (Botschafter) - 1997/12/16 Brasilien
- José David Gomes Justino (Professor Doutor) 2016/01/26

## K
- Ilia Kachev (1979)
- Maria Kaczyńska (2008)
- Morinosuke Kajima (1971), Senator
- Apostolos Kaklamanis (2003)
- Nikola Kaloudou (2000), bulgarischer Botschafter
- Yannis Kapsis (1983)
- Alfredo Karam (1984), Brasilianischer Admiral
- Jean-Jacques Kasel (2005)
- Mpinga Kasenda (1984)
- Macário Santiago Kastner (1992)
- Nicolas Katapodis (1983)
- Yasusuke Katsumo (1968), japanischer Botschafter
- Kenneth Kaunda (1975)
- J. Sadi Kavur (1971), türkischer Botschafter
- Dina Kawar (2009), jordanische Botschafterin
- Kei Chui Tak (1999)
- Gilbert De Kelrck (1982)
- Jozef Kepa (1976)
- Atul Khare (Dr.) (2009)
- Ingvald Smith Kielland (1978)
- Kim Chung Tai (1981), koreanischer Botschafter
- Kim Ki Soo (1985), koreanischer Botschafter
- Herma Kirchschläger (1984)
- Luciano Koch (1991), italienischer Botschafter
- Helmut Kohl (1998), deutscher Bundeskanzler
- Eva Luise Köhler (2009), Frau des deutschen Bundespräsidenten
- Taimi Koivisto (1991)
- Yoko Kono (2005)
- Zergun Kroturk (2006), türkische Botschafterin
- Tarmo Kouts (2003), Vizeadmiral
- Agamemnon Koutsogiorgas (1983)
- Zivorad Kovacevic (1976)
- Alfredo Kraus (1998)
- Jeannot Krecké (2005)
- Wolfgang Kriechbaum (2004), österreichischer Botschafter
- Robert Krieps (1988)
- Georg Kristiansen (1978)
- Lars Christian Krog (2008)
- Meglena Kunewa (Dr.) (2002)
- José Antonio Meade Kuribreña (Dr.) - 2015/01/28 Mexiko
- Ryouhachi Kusaba (1993)
- Jan Kuylenstierna (1991), schwedischer Marschall
- Johannes Kyrle (2005), österreichischer Botschafter

## L
- Ferdinand Lacina (1984)
- Celso Lafer (2001)
- Francisco de Paula da Rocha Lagoa (1970)
- Lelio Lagorio (1981)
- Anton Lah (1978)
- Domingos Lam (1995)
- Luis Felipe Palmeira Lampreia (1991), Brasilianischer Botschafter
- Esteban Rodriguez Landaeta (1966), venezolanischer Botschafter
- Andreas Meyer-Landrut (1990)
- Manuel Valdús Larranaga (Marquês) - 1964/10/06 Spanien
- Arcadio María Larraona (Cardeal) - 1962/05/17 Spanien
- Carmelo Lauria (Professor Doutor) - 1987/01/21 Venezuela
- Hans Werner Lautenschlager (1989)
- Richard L. Lawson - 1983/11/05 Vereinigte Staaten von Amerika
- José Eduardo Martinho Garcia Leandro (General) - 1981/01/13
- José Maria Vargas Zuñiga Ledesma (Don) - 1996/02/22 Spanien
- Jorge da Silva Leite (Almirante) - 1961/02/28 Brasilien
- José Guilherme Reis Leite (Dr.) - 1989/06/09
- Manuel Gervásio Martins de Almeida Leite (Botschafter) - 2005/05/17
- Maria Manuela Dias Ferreira Leite (Dra.) - 1998/03/06
- António Egidio de Sousa Leitão (Almirante) - 1988/03/03
- João Morais Leitão (Dr.) - 2006/01/05
- Margus Leivo - 2003/05/29 Estland
- Jonkherr Emile van Lennep - 1984/08/29 Niederlande
- Benedito Onofre Bezerra Leonel (General) - 1997/12/16 Brasilien
- Louis Lerner (Botschafter) - 1981/01/19 Vereinigte Staaten von Amerika
- Ruben Ramirez Lezcano - 2007/02/27 Paraguai
- Marcos Libedinsky - 2005/07/15 Chile
- Jean Franþois C. de Liedekerk (Botschafter) - 1982/06/26 Belgien
- Petrus Canisius Jean van Lierde (1990)
- Robert Van Lierop (Botschafter) - 1993/11/15 Vereinigte Staaten von Amerika
- Alceu de Amoroso Lima (Dr.) - 1992/06/10 Brasilien
- António de Magalhães Pires de Lima (Dr.) 2016/03/07
- António José Emauz de Almeida Lima (Embaixador) 2016/03/02
- Floriano Peixoto Faria Lima (Almirante) - 1977/12/20 Brasilien
- Francisco Negrão de Lima (Botschafter) - 1961/02/28 Brasilien
- Lino de Carvalho Lima (Dr.) - 1996/12/05
- Paulo Tarso Flexa de Lima (Botschafter) - 1986/07/14 Brasilien
- Maria Gabriella Lindholm (Botschafterin) - 2008/05/02 Schweden
- Nzondomyo Adokpe Lingo - 1984/12/12 Zaire
- Paavo Lipponen - 2002/10/24 Finnland
- Harold Livermore (Professor Doutor) - 2005/03/09 Vereinigtes Königreich
- Anne-Marie Lizin - 2006/03/08 Belgien
- Nikola Ljubicic (General) - 1976/07/28 Jugoslawien
- Lennart Ljung (General) - 1991/05/15 Schweden
- Luis Maria Nolasco de Guimarães Lobato  (Ingenieur) - 2001/06/09
- António Leal da Costa Lobo (Botschafter) - 1986/07/14
- Margot Klestil-Löffler (Dra.) - 2002/08/19 Österreich
- Wolfgang Loibl (Dr.) - 1984/04/18 Österreich
- Ivan Matteo Lombardo - 1966/12/06 Italien
- Amilcar Spencer Lopes - 1998/03/13 Kap Verde
- António Figueiredo Lopes (Dr.) - 2006/01/30
- António Simões Lopes (Professor Doutor) - 2001/06/01
- Carlos Alberto de Sousa Lopes - 1985/08/24
- Ernani Rodrigues Lopes (Dr.) - 1988/06/15
- Ernesto Pereira Lopes (Deputado) - 1972/07/25 Brasilien
- Fernando Félix Lopes - 1993/06/09
- Maria de Jesus Brito Lamas Moreira Serra Lopes (Dra.) - 1996/03/04
- José Maria Aznar Lopez - 1996/08/23 Spanien
- Sérgio Fernandes Lorrain (Botschafter) - 1961/03/09 Chile
- Vincente Loscertales - 1999/07/09 Spanien
- Vasco Correia Lourenço (Oberstleutnant) - 1986/04/19
- Francisco de Alamo Lousada - 1967/07/04 Brasilien
- Andreas Loverdos - 2003/01/31 Grécia
- Nasser Lozi - 2009/03/16 Jordânia
- Jorge Alberto Lozoya (Botschafter) - 2000/04/06 Mexiko
- Ruud Lubbers (1987 oder 1991)
- Domenico De Luca (1990)
- Humberto Lucena - 1987/11/26 Brasilien
- Charles Ernest Lucet (1961), bevollmächtigter Minister
- Emil Ludviger - 1976/07/28 Jugoslawien
- Andrey Lukanov - 1979/05/31 Bulgarien
- Joseph Luns (1984)
- Luiz Alvarez de Estrada y Luque (Barão) - 1962/02/14 Spanien
- Jean-Marie Lustiger (Kardinal) - 1998/08/05 Frankreich
- Umba-di Lutete - 1984/12/12 Zaire
- Lucien Lux (2005)
- Juan Manuel de Barandica y Luxán (Botschafter) - 2000/09/11 Spanien
- Silvino da Luz (Comandante) - 1985/03/13 Kap Verde
- Bernardino Léon - 2006/09/25 Spanien

## M
- António Maccanico (Dr.) - 1981/01/23 Italien
- António Cândido Miranda Macedo (Dr.) - 1988/01/08
- Carlos Mário Sanches de Castro Costa Macedo (Major) - 1974/01/26
- Joelmir Campos de Araripe Macedo (Tenente) - 1978/12/28 Brasilien
- Jorge Braga de Macedo (Professor Doutor) - 2006/01/30
- Manuel Eugénio Machado Macedo (Professor Doutor) - 1993/04/19
- Maria Teresa Paulo Sampaio da Costa Macedo (Dra.) - 2000/03/11
- Paulo José de Ribeiro Moita de Macedo (Dr.) 2016/02/12
- Rafael Valdomiro Greca de Macedo (Dr.) - 2000/03/14 Brasilien
- Alberto Machado (Dr.) - 1986/03/18
- António Luis Magalhães Abreu Novaes Machado (Dr.) - 1980/02/12
- Victor Augusto Nunes de Sá Machado (Dr.) - 1981/07/13
- Esperança Alfredo Machavela (Dr.) - 1995/06/26 Mosambik
- Marco Antônio de Oliveira Maciel - 1987/11/26 Brasilien
- Ahmed Abdul Mabi Macki (Botschafter) - 1981/08/07 Omã
- George Macovescu - 1975/10/21 Rumänien
- C. Madden (Vice-Almirante) - 1961/03/09 Vereinigtes Königreich
- Francisco Caetano Madeira (Dr.) - 1997/05/12 Mosambik
- Egberto da Silva Mafra - 1972/07/25 Brasilien
- Antônio Carlos Magalhães (Senador) - 1997/12/16 Brasilien
- Joaquim Romero de Magalhães (Professor Doutor) - 2002/10/05
- Juracy Montenegro Magalhães (Botschafter) - 1964/03/02 Brasilien
- Luis Eduardo Maron de Magalhães (Deputado) - 2000/05/12 Brasilien
- Inga Magistad (norwegische Botschafterin) - 2008/05/26 Norwegen
- Mário Magliano (Botschafter) - 1980/11/19 Italien
- César Epitácio Maia - 2008/03/05 Brasilien
- Fernando José Salgueiro Maia (Tenente-coronel) 2016/04/25
- Jorge de Paço Mattoso Maia (Primeiro-Tenente) - 1966/12/20 Brasilien
- Luis Augusto Pereira Souto Maior - 1977/12/20 Brasilien
- Ernesto Pablo Mairal (Botschafter) - 1961/03/09 Argentinien
- Lucas Mahlasela Makhubela (Botschafter) - 2000/12/12 Südafrika
- Dimitrios Makris - 1990/11/12 Grécia
- Paulo Salim Maluf (Dr.) - 1982/09/07 Brasilien
- Manea Mănescu - 1975/10/21 Rumänien
- Nikola Manlov - 1979/05/31 Bulgarien
- Gamal Mansour - 1983/08/19 Ägypten
- Jorge Gomez Mantellini (Dr.) - 1977/07/07 Venezuela
- Andrea Manzella (Professor) - 1990/09/12 Italien
- Giovanni Manzoloni - 1990/09/12 Italien
- Miguel Angel Pardo Marchena (Dr.) - 1966/03/08 República Dominicana
- Paul Casimir Marcinkus (1983)
- Infanta Dona Margarita de Borbón (1988)
- Gilberto Marinho (Senador) - 1970/06/28 Brasilien
- Roberto Marinho (Dr.) - 1987/11/26 Brasilien
- Dragoslav Marković - 1976/07/28 Jugoslawien
- Dimitrios Maroudas - 1983/08/22 Grécia
- Fernando Manuel da Silva Marques (Botschafter) - 1983/07/01
- Helena Torres Marques (Dra.) - 1998/03/06
- MARQUÊS de la Valdavia - 1962/02/14 Spanien
- Wilfried Martens - 1987/10/31 Belgien
- António Martha (Dr.) - 1988/06/15
- Prinzessin Märtha Louise von Norwegen - 2004/02/13
- José Ibanez Martin - 1961/03/09 Spanien
- António Elias Martinena - 1978/04/20 Spanien
- Gregório Peces-Barba Martinez (Professor Doutor) - 2000/10/24 Spanien
- Jorge Gabriel Perdomo Martinez (Botschafter) - 2002/10/16 Kolumbien
- Antonio Martino - 2005/01/31 Italien
- António Baptista Martins (Botschafter) - 1983/05/13
- António Coimbra Martins (Dr.) - 1997/06/09
- Guilherme Waldemar Pereira d'Oliveira Martins (Dr.) 2016/10/05
- Humberto Buceta Martins (General) - 1966/04/30
- Paulo Egydio Martins - 1977/12/20 Brasilien
- Prinzessin Masako von Japan - 1992/12/02
- Júlio Francisco de Sales Mascarenhas (Botschafter) - 1998/03/04
- Affonso Emilio de Alencastro Massot (Botschafter) - 1997/12/16 Brasilien
- José Caeiro da Mata (Professor Doutor) - 1960/12/31
- Andrea Matarazzo - 2000/03/14 Brasilien
- Leonardo Charles de Zaffiri Duarte Mathias (Botschafter) - 1985/05/25
- Monika Wulf-Mathies - 1999/09/02 Deutschland
- Georgios Mathioudakis - 1990/11/12 Grécia
- António Cabrita Matias (Botschafter) - 1981/06/26
- Marcelo Gonçalves Nunes Duarte Matias (Botschafter) - 1961/01/03
- Kōichirō Matsuura (Botschafter) - 2005/10/06 Japan
- Bernardo Mattarella - 1965/09/07 Italien
- Delio Jardim de Mattos (Tenente) - 1981/11/11 Brasilien
- António Mauro (1967)
- Rafael Mayer (Dr.) - 1987/11/26 Brasilien
- Philippe Maystadt (Dr.) - 1982/12/10 Belgien
- Tahbo Mbeki - 1996/06/17 Südafrika
- Gerald S. McGowan (Botschafter) - 2001/02/05 Vereinigte Staaten von Amerika
- António Paulo Cachapuz Medeiros (Professor Doutor) - 2002/02/14 Brasilien
- Humberto Sousa Medeiros (1972)
- João Augusto de Médicis - 1997/12/16 Brasilien
- Rui Eduardo Barbosa de Medina (Botschafter) - 1986/07/14
- Tibor Melega (Dr.) - 1983/05/05 Ungarn
- Antonio Catalano di Melilli (Botschafter) - 2003/01/16 Italien
- Nelson de Mello (General) - 1961/02/28 Brasilien
- Paulo Cabral de Mello (Botschafter) - 1977/12/20 Brasilien
- Sinclair L. Melner (Tenente-General) - 1984/06/09 Vereinigte Staaten von Amerika
- António Moreira Barbosa de Melo (Professor Doutor) 2016/10/05
- Humberto Trindade Borges de Melo (Ingenieur) - 2001/09/03
- João Goulão Melo (Tenente-General) - 2006/02/09
- João Manuel Godinho de Queiroz e Melo (Dr.) - 2005/09/12
- Olga Maria Robilant Álvares Pereira de Melo - 1989/06/09
- Luís Manuel Gonçalves Marques Mendes (Dr.) - 2008/06/06
- Carlos Borda Mendonza (Botschafter) - 1973/04/11 Kolumbien
- PlÝnio Apuleyo Mendonza (Botschafter) - 2007/03/30 Kolumbien
- Aureliano Chaves de Mendonça - 1987/11/26 Brasilien
- Jorge Nélio Praxedes Ferraz Mendonça (Dr.) - 1999/06/09
- Adolpho Justo Bezerra de Menezes (Botschafter) - 1970/06/23 Brasilien
- Fernando Manuel Machado Menezes (Dr.) - 2010/01/19
- Bernard de Menthon (Botschafter) - 1961/03/09 Frankreich
- Lennart Meri - 2003/05/29 Estland
- Luís Calvo Merino - 2006/09/25 Spanien
- Angela Merkel (Dra.) - 2009/03/02 Deutschland
- Lalla Meryem von Marokko - 1993/11/29
- André Teixeira de Mesquita - 1973/07/26 Brasilien
- Kronprinzessin Mette-Marit von Norwegen - 2004/02/13
- Louis Michel - 1999/12/13 Belgien
- Gianni De Michelis (Professor) - 1980/11/19 Italien
- Kaiserin Michiko von Japan - 1998/05/12
- Angelo Miculescu - 1975/10/21 Rumänien
- Duco Gerrit Eduard Middelburg (Botschafter) - 1972/08/23 Niederlande
- Carlos Alberto Marques Calisto Cerqueira Alves Milheirão (Botschafter) - 1995/03/06
- José António Bermúdez Milla (Botschafter) - 1961/03/09 Honduras
- Bruce Millan (Comissário) - 1994/11/14 Vereinigtes Königreich
- Edwin Swain Miller (Konteradmiral) - 1968/07/22 Vereinigte Staaten von Amerika
- Mirko Milutinović - 1976/07/28 Jugoslawien
- Menandro Minahim - 1972/07/25 Brasilien
- Ruy Alberto Dias Mingas (Botschafter) - 1995/07/26 Angola
- Milos Minic - 1976/07/28 Jugoslawien
- Artur Cupertino de Miranda - 1988/05/26
- Jorge Manuel Moura Loureiro de Miranda (Professor Doutor) - 2005/06/09
- Joseph Missanda (Botschafter) - 1980/06/30 Gabão
- Claude Misson (Botschafter) - 2000/10/26 Belgien
- Alfred Missong (Botschafter) - 2000/01/11 Österreich
- James Mitchel - 1997/06/09 Venezuela
- Danielle Mitterrand - 1987/10/28 Frankreich
- Petar Mladenow - 1979/05/31 Bulgarien
- Nywa Mobutu - 1984/12/12 Zaire
- Marcolino Jose Carlos Moco - 1996/05/07 Angola
- Francisco Manuel Baltazar Moita (Botschafter) - 1991/02/20
- Johan Molander (Botschafter) 2014/10/23  Schweden
- Petros Molyviatis - 1981/10/28 Grécia
- Dino Monduzzi (1990)
- Ernest Moniz (Dr.) 2015/06/09 Vereinigte Staaten von Amerika
- José Estevão Abranches Couceiro do Canto Moniz (Ingenieur) - 1966/09/09
- Júlio Carlos Alves Dias Botelho Moniz (General) - 1961/01/03
- Carlos Augusto Pulido Valente Monjardino (Dr.) - 2003/03/10
- Josué Montello (Botschafter) - 1986/07/14 Brasilien
- Fernanda Montenegro - 2004/06/09 Brasilien
- Francesco Malfatti di Montetretto (Botschafter) - 1980/11/19 Italien
- Philip Moore (Sir) - 1979/08/14 Vereinigtes Königreich
- José Miguel Ruiz y Morales (Doutor) - 1962/12/14 Spanien
- Lord Richard Wilson, 2. Baron Moran- 1979/05/18 Vereinigtes Königreich
- Miguel Ángel Moratinos - 2006/09/25 Spanien
- Lauro Barbosa da Silva Moreira (Botschafter) - 2000/02/25 Brasilien
- Maria Manuela Aguiar Dias Moreira (Dra.) - 1998/03/06
- Valter Pechy Moreira - 2000/03/14 Brasilien
- Gabriel Fernandez de Valderrama Moreno - 1970/07/10 Spanien
- José Navarro Morenes (Kapitän) - 1962/02/14 Spanien
- Pierre Mores - 2010/09/07 Luxemburg
- Humberto Alves Morgado (Botschafter) - 1982/12/02
- Raúl Leoncio Morodo (Botschafter) - 1996/08/23 Spanien
- Oleksandr Moros - 1998/04/16 Ucrania
- Avelino Teixeira da Mota (Comandante) - 1987/07/03
- Isabel Maria de Lucena Vasconcelos Cruz de Almeida Mota (Dra.) - 2006/02/02
- Rosa Maria Correia dos Santos Mota (Atleta) - 1987/10/16
- Luis Tupy Calder de Moura - 1997/12/16 Brasilien
- Paulo Leão de Moura - 1966/10/13 Brasilien
- Vasco Navarro da Graça Moura (Dr.) - 2010/06/08
- Venâncio da Silva Moura - 1996/01/16 Angola
- Francisco da Mata Mourisca (Bischof) - 1992/06/10
- Michel Mouzas (Botschafter) - 1980/11/26 Grécia
- Sheika Mozah bint Nasser Al Missned - 2009/04/20 Katar
- Hildegard Müller - 1973/12/02 Südafrika
- Eunice Muñoz - 2011/11/28
- Federico Silva Munoz (Doutor) - 1966/07/26 Spanien
- Wladimir Murtinho - 1972/12/19 Brasilien
- Antero de Ussia y Murua (Ministro Plenipotenciario) - 1963/01/25 Spanien
- Maurice Couve de Murville - 1975/10/21 Frankreich
- M. Alain de Muyser (Botschafter) - 2010/09/07 Luxemburg
- Lema Mvunda (Botschafter) - 1984/12/12 Zaire

## N
- Manuel Rui Azinhais Nabeiro - 2006/01/05
- Francisco Luis Murteira Nabo (Dr.) - 2006/01/05
- János Nagy (1979)
- Fernando Namora - 1988/05/26
- Cristina Narbona - 2006/09/25 Spanien
- Luang Sura Naroug, thailändischer General - 1961/01/20 Tailândia
- Lorenzo Natali - 1986/02/25 Italien
- Alberto Navarro - 2006/09/25 Spanien
- Carlos Arias Navarro - 1962/02/14 Spanien
- Luis Henrique Cutileiro Navega (Botschafter) - 1985/05/25
- Walter Negreiros (Botschafter) - 2001/02/16 Perú
- Rafael José Neri (Botschafter) - 1987/01/21 Venezuela
- Walter Neuer (Botschafter) - 1997/10/15 Deutschland
- José César Paulouro das Neves (Botschafter) - 1989/12/06
- Lucas Moreira Neves (1983)
- Mário Viçoso Neves (Botschafter) - 1991/02/20
- Bangala Oto-wa Ngama - 1984/12/12 Zaire
- Antoinette Sassou Nguesso - 1984/11/24 República Popular do Congo
- Nicolae M. Nicolae - 1975/10/21 Rumänien
- Hans Nigisch (1984)
- Giuseppe Arturo Nigra (Botschafter) - 1983/08/16 Italien
- Jonkheer J. L. R. Huydecoper van Nigtevecht (Botschafter) - 1980/06/30 Niederlande
- Kinya Niizeki - 1967/08/31 Japan
- Emile Noel - 1987/10/31 Frankreich
- Albano Pires Fernandes Nogueira (Botschafter) - 1965/03/02
- Alberto Marciano Gorjão Franco Nogueira (Botschafter) - 1961/05/15
- Eurico Dias Nogueira (1990)
- Alacid Nunes - 1971/03/02 Brasilien
- Carlos Manuel Mourato Nunes (Tenente-General) - 2008/04/30
- José da Costa Kardinal Nunes (1962)
- Manuel Jacinto Nunes (Professor Doutor) - 1994/06/09
- Petronio Portella Nunes (Senador) - 1972/07/25 Brasilien
- Lucio Pabon Nunez (Senador) - 1972/04/11 Kolumbien

## O
- Kristiina Ojuland estnische Politikerin (2003)
- Funiya Okada, japanischer Botschafter (1988)
- Nobuo Okuchi, japanischer Botschafter (1977)
- José António Elola Olaso (1962)
- António César Gouveia de Oliveira (2005)
- António José Simões de Oliveira, Juiz-Conselheiro (1996)
- Eduardo Romano de Arantes e Oliveira (2001)
- Eduardo de Arantes e Oliveira, Major (1961)
- Fernando Alberto de Oliveira, Brigadegeneral (1970)
- Fernando Manuel Barbosa Faria de Oliveira (Ingenieur) 2014/04/30
- José Aparecido de Oliveira, Brasilianischer Botschafter (1987)
- João Tabajara de Oliveira, Brasilianischer Botschafter (1986)
- Luis Francisco Valente de Oliveira (1981)
- Manoel Cândido Pinto de Oliveira, Cineast (2008)
- Sara Lemos de Oliveira Kubitschek (1961)
- Simone de Oliveira, Schauspielerin (2015)
- Daniel Olmos, argentinischer Botschafter (1998)
- Stefan Olszowski (1976)
- Seán Patrick O’Malley, Erzbischof von Boston (2016)
- Jorge César Oom, General (1966)
- Gheorghe Oprea (1975)
- Francisco Fernandez Ordeñez (1988)
- Juan Jose Pradera Ortega, spanischer Botschafter (1967)
- Roman Ortega, costa-ricanischer Botschafter (1973)
- Peter Osvald, schwedischer Botschafter (1991)
- José Carro Otero (1992)
- Alexander Otto, österreichischer Botschafter (1991)
- Robert Van Overberghe, belgischer Botschafter (1992)
- P. A. Owren (1978)

## P
- Pertti Paasio (1991)
- Miguel Diaz Pache (1996)
- Christos Pachtas (2003)
- Pedro de Magalhaes Padilha (1972)
- Raimundo Padilha (1970), Brasilianischer Abgeordneter
- Laima Paksienė (2003), Frau des litauischen Präsidenten
- Fernando Quiroga y Palacios (1966), spanischer Kardinal
- José Rodriguez Spiteri Palazuelo (2000), spanischer Botschafter
- António Luís Pale (2005)
- Eduardo Sotillos Palet (1984)
- Bailio Fra'Hubert Pallavicini (Marquês) - 1983/05/16 Italien
- Theodoros Pangalos - 1990/11/12 Grécia
- Monsignore Giovanni Panico (1966)
- Enrique Panés - 2006/09/25 Spanien
- Michel-Akis Papageorgiou (Botschafter) - 1996/05/20 Grécia
- Dimitros Papaioannon - 1983/08/22 Grécia
- Leonidas Papakarias - 1990/11/12 Grécia
- Vasso Papandreou - 2003/01/31 Grécia
- Carlos Papoulias - 1983/08/22 Grécia
- Enrique Pareja (Botschafter) - 2002/09/25 Argentinien
- Freddy Rojas Parra (Dr.) - 1998/05/29 Venezuela
- Nelson Valera Parra (Botschafter) - 1997/10/17 Venezuela
- Juhan Parts - 2003/05/29 Estland
- Zorka Parvanova (Dra.) - 2002/10/07 Bulgarien
- Jarbas Gonçalves Passarinho - 1971/03/02 Brasilien
- Solomon Passy (Dr.) - 2002/10/07 Bulgarien
- Reynaldo Alberto Pastor (Botschafter) - 1967/02/28 Argentinien
- Ion Patan - 1975/10/21 Rumänien
- Willt Patocchi (Botschafter) - 1985/09/05 Uruguai
- António Augusto de Medeiros Patricio (Botschafter) - 1980/02/12
- Emilio Patricio (Dr.) - 1968/09/02
- Rui Manuel de Medeiros d'Espinay Patricio (Dr.) - 1972/06/21
- Luciano dos Santos Patrão (Juiz-Conselheiro) - 1994/06/09
- José Gonçalves Martins Patrício (Botschafter) - 2000/01/11 Angola
- Manuel Ferreira Patrício (Professor Doutor) 2012/06/08
- Frank Paul (1978)
- José Alberto Alves de Paula (Ingenieur) - 2001/09/20
- Arturas Paulauskas - 2003/05/29 Litauen
- Jean Claude Paye - 1998/03/13 Frankreich
- Osvaldo Alvarez Paz (Dr.) - 1987/01/21 Venezuela
- Fernando Berckmeyer Pazos (Botschafter) - 1969/05/28 Perú
- Augusto Martins Gonçalves Pedro (Botschafter) - 1990/09/06
- Erasmo Martin Pedro - 1972/07/25 Brasilien
- Carlos Luis Pedroso (Botschafter) - 1985/09/05 Spanien
- José Manuel da Costa Monteiro Consiglieri Pedroso (Ingenieur) - 2002/02/25
- Luis Alberto Peirano 2012/11/19  Perú
- Hernani do Amaral Peixoto (Kapitän-Tenente) - 1988/01/25 Brasilien
- Angélica Rivera de Peña - 2014/06/02 Mexiko
- José Albino da Silva Peneda (Dr.) - 2010/06/08
- Marcello Pera (Senador) - 2005/01/31 Italien
- Nicolás Perazzo (Botschafter) - 1972/01/19 Venezuela
- José de Azeredo Perdigão (Doutor) - 1970/01/13
- Álvaro Miguel Rodrigues dos Santos Pereira (Professor Doutor) 2016/02/12
- André Gonçalves Pereira (Professor Doutor) - 2006/01/30
- António Augusto Marques da Costa Vaz Pereira (Botschafter) - 1984/09/19
- Domingos Simões Pereira (Ingenieur) 2012/07/30  Guiné-Bissau
- Eduardo Jorge Caldas Pereira - 1997/12/16 Brasilien
- Ivo Arzua Pereira - 1968/06/06 Brasilien
- José Caetano de Campos Andrade da Costa Pereira (Botschafter) - 1995/12/12
- Luiz Carlos Bresser Gonçalves Pereira - 1997/12/16 Brasilien
- Nuno Teotónio Pereira (Architekt) - 2004/10/04
- Pedro Teotónio Pereira - 1961/01/03
- Rui Carlos Pereira (Dr.) 2016/02/12
- Vasco Luis Caldeira Coelho Futscher Pereira (Botschafter) - 1985/08/03
- Damião Peres (Professor Doutor) - 1961/07/19
- Juan José Rosón Perez - 1981/11/25 Spanien
- Antonio La Pergola - 1990/09/12 Italien
- Enzo Perlot (Botschafter) - 1990/09/12 Italien
- Vítor Manuel da Silva Rodrigues Pessoa (Dr.) - 2001/09/20
- Rui da Fonseca Garcia Pestana (Juiz-Conselheiro) - 1996/01/04
- Ole Philipson - 1999/07/09 Dänemark
- Heinrich von Pierer - 2005/03/09 Deutschland
- Geraud Marie Michel de Pierredon (Conde) - 1979/07/13 Frankreich
- Arturo Uslar Pietri (Professor Doutor) - 1986/01/31 Venezuela
- Blanca Ilbãnez Pina (Dra.) - 1987/01/21 Venezuela
- Luis Maria da Câmara Pina (General) - 1963/08/29
- Israel Pinheiro - 1971/03/02 Brasilien
- João António Pinheiro (General) - 1984/05/14
- João de Deus Rogado Salvador Pinheiro (Professor Doutor) - 2006/01/30
- Pablo M. del Pino (Consul) - 1974/04/23 Argentinien
- Valentim Xavier Pintado - 1990/12/20
- Maria de Lurdes Ruivo da Silva Matos Pintasilgo (Engenheira) - 1994/06/09
- Alfredo Queiroz Ribeiro Vaz Pinto (Ingenieur) - 1970/02/14
- António de Souza Pinto - 1988/04/06
- Francisco de Paula Leite Pinto (Professor Ingenieur) - 1961/01/03
- Manuel Vieira Pinto (2001)
- Maria José Pinto da Cunha de Avilez Nogueira Pinto (Dra.) - 1998/03/06
- Waldir Pires - 1987/11/26 Brasilien
- Jean Marie Piret - 1983/08/16 Belgien
- Jean-Claude Piris - 2011/04/21 Frankreich
- Reinaldo Figueredo Planchart - 1977/07/07 Venezuela
- Ilias Plaskovitis - 2003/01/31 Grécia
- Carl Gustaf von Platen (Barão) - 1991/05/15 Schweden
- Gonzalo Plaza (Dr.) - 1977/07/07 Venezuela
- Pedro de Churruca y de Plaza (Marquês) - 1978/04/20 Spanien
- Gisbert Poensgen (Botschafter) - 1989/06/02 Deutschland
- René Pollitzer (Dr.) - 2005/01/31 Österreich
- Jesus A. Ponce (Botschafter) - 1977/07/07 Venezuela
- Michel Poniatowsky - 1975/10/21 Frankreich
- Paul Ponjaert (Botschafter) - 2007/04/02 Belgien
- Félix Pons - 1988/10/13 Spanien
- Maria de Lourdes Belchior Pontes (Professora Doutora) - 1997/06/09
- Jacques F. Poos - 1985/01/29 Luxemburg
- Carlos Alberto Martins Portas (Professor Doutor) - 2006/03/02
- Nuno Portas (Arquitecto) - 2004/10/18
- Alfonso Sanz Portolés - 2000/09/11 Spanien
- Adolfo Martin-Gamero y González Posada - 1962/02/14 Spanien
- Edmond Poullete (Vice-Almirante) - 1989/03/18 Belgien
- Earl A. Powell III - 1994/11/14 Vereinigte Staaten von Amerika
- Alberto Prebisch (Arquitecto) - 1964/01/09 Argentinien
- Luca Del Balzo Di Presenzano (Botschafter) - 2011/09/13 Italien
- Carlos Sylvestre de Ouro Preto - 1968/08/19 Brasilien
- Francisco de Barcelos Rolão Preto (Dr.) - 1994/02/10
- Carlos Gßmir Prieto - 1978/04/20 Spanien
- PRINCIPE Haakon Magnus von Norwegen (Sua Alteza) - 2004/02/13 Norwegen
- PRINCIPE Karim Aga Khan (Sua Alteza) - 1960/11/14 Vereinigtes Königreich
- PRINCIPE Laurent von Belgien (Sua Alteza Real) - 2006/03/08 Belgien
- PRINCIPE Lorenz von Belgien (Sua Alteza Real) - 2006/03/08 Belgien
- PRINCIPE Takamado (Sua Alteza) - 1993/12/02 Japan
- José João Gonçalves de Proença (Doutor) - 1970/02/14
- João Uva de Matos Proença (Botschafter) - 1986/01/31
- João António Gomes Proença (Ingenieur) - 2013/06/07
- Giacomo Profili (Botschafter) - 1983/08/16 Italien
- PRÍNCIPE Moulay Rachid (Sua Alteza Real) - 1993/03/26 Marokko
- Emilio Calderón Puig (Botschafter) - 1973/11/16 Mexiko
- Frigyes Puja - 1979/05/31 Ungarn
- Jordi Pujol - 1988/10/13 Spanien
- Ney Pulgar (Botschafter) - 1977/07/07 Venezuela
- Fernando Olivie Gonzalez Pumariega - 1967/02/16 Spanien
- Antonio Puri Purini (italienischer Diplomat) - 2002/01/03 Italien
- Valeri Pariovitch Pustovoitenko - 1998/04/16 Ucrania
- Luc Putman - 1982/12/10 Belgien
- Jesco von Puttkamer, Botschafter (1980)
- Gonzalo Fernandez Puyo (Botschafter) - 1964/12/12 Perú
- João Alberto Bacelar da Rocha Páris (Botschafter) - 1995/02/22

## Q
- António Quadros (1998)
- Glicínia Vieira Quartin (2004)
- Orestes Quecia (1987)
- José António Viera-Gallo Quesney (1993)
- Manuel Quijada, venezolanischer Botschafter (2006)
- Enrique Quintana, argentinischer Botschafter (1985)
- Enrique Fuentes Quintana (1996)
- Mircea Ionescu-Quintus (2000)
- José Gregório Faria Quiteres, Botschafter (1995)

## R
- Bengt Rabaeus (Botschafter) - 1990/12/11 Schweden
- Mohamed Khairet El Fattah Radi (Botschafter) - 1999/09/13 Ägypten
- Mohamed Abdel Hamid Raduan - 1983/08/18 Ägypten
- Sofia von Spanien - 1988/10/13 Spanien
- Sonja von Norwegen - 2004/02/13 Norwegen
- Silvia von Schweden - 2008/05/02 Schweden
- Luis de Velasco Rami - 1984/01/06 Spanien
- Gustavo Cordeiro Ramos (Professor Doutor) - 1961/07/19
- Luis António de Oliveira Ramos (Professor Doutor) - 1995/06/09
- Jorge Alberto da Conceição Hegedorn Rangel (Dr.) - 1998/06/01
- Königin Rania von Jordanien - 2008/03/05
- Jonkheer J. A. Ranitz (Botschafter) - 1968/06/06 Niederlande
- Shri Pratapsingh Raoji Rano - 1995/11/09 India
- Alexandre Raphael (Botschafter) - 1981/10/28 Grécia
- Mário Ferreira Bastos Raposo (Dr.) - 1990/06/10
- Kjell Rasmussen - 1980/12/05 Norwegen
- Thomás Garcia Rebull (General) - 1968/01/26 Spanien
- Stephen Reckert (Professor Doutor) - 1990/05/11 Vereinigte Staaten von Amerika
- Yehia Refaat - 1983/08/19 Ägypten
- König Muhammed VI. (1993)
- Villu Reiljan - 2006/03/08 Estland
- Fernando José Reino (Botschafter) - 1980/12/15
- Júlio Resende (Maler) - 1997/10/23
- Enrique Lleras Restrepo (Botschafter) - 1970/05/21 Kolumbien
- Leobardo Reynoso (Botschafter) - 1961/03/09 Mexiko
- Jorge Carlos Ribeiro (Botschafter) - 1981/09/22 Brasilien
- Maria Fernanda Moreira Ribeiro - 1998/10/06
- Ângelo Vidal d'Almeida Ribeiro (Dr.) - 1999/05/17
- Maurício Ribot (Botschafter) - 2010/06/01 Mexiko
- Rubens Ricupero (Botschafter) - 1986/07/14 Brasilien
- Werndley Renaut Van Der Riet (Tenente-General) - 1973/09/26 Südafrika
- Arnt Magne Rindal (Botschafter) - 2006/09/29 Norwegen
- Paulo Cardoso de Oliveira Pires do Rio (Botschafter) - 1986/07/14 Brasilien
- Rui Fernando da Silva Rio (Dr.) - 2006/06/09
- Anabela Fátima Xavier Sales Ritchie (Dra.) - 1995/03/30
- Jorge Marques Leitão Ritto (Botschafter) - 1991/07/24
- Miguel Angel Burelli Rivas - 1997/10/17 Venezuela
- Oscar Rizzato (1990)
- Fernando Perpiña Robert - 1988/10/13 Spanien
- Ammuay Chaya Rochana, thailändischer General - 1961/01/20 Tailândia
- Amália da Piedade Rodrigues (Fadista) - 1998/07/27
- Emanuel do Nascimento dos Santos Rodrigues (Dr.) - 2001/06/28
- Manuel Maria Sarmento Rodrigues (Almirante) - 1962/03/24
- Maria de Lurdes Reis Rodrigues (Professora Doutora) 2016/02/12
- Urbano Augusto Tavares Rodrigues (Professor Doutor) - 1994/01/19
- Francisco Astray Rodriguez (Botschafter) - 1977/09/01 Cuba
- Gumersindo Rodriguez - 1977/07/07 Venezuela
- Luis Rodriguez (Botschafter) - 1979/07/28 Venezuela
- Vicente Urcuyo Rodriguez (Botschafter) - 1968/01/26 Nicaragua
- Virginio Rognoni - 1981/01/23 Italien
- Christos Rokofyllos (Botschafter) - 1999/12/13 Griechenland
- Félix Sanz Roldán (General) - 2014/03/04  Spanien
- José Finat y Escriba de Romani (Conde) - 1960/12/05 Spanien
- Sérgio Romero (Senador) - 2005/07/15 Chile
- Andrés Eloy Ronden (Botschafter) - 2001/11/08 Venezuela
- António Ramos Rosa - 1997/06/09
- Rafael Roncagliolo 2012/11/19 Peru
- João Xavier Ramalho Rosa (Konteradmiral) - 1969/01/22
- Herbert Müller-Roschach - 1969/03/31 Deutschland
- László Rosta (Botschafter) - 1983/05/05 Ungarn
- Julian Campo Sainz de Rozas - 1984/01/06 Spanien
- S Pedro González-Rubio (Botschafter) - 1998/10/19 Mexiko
- Carlos Federico Ruckauf (Dr.) - 2003/04/04 Argentinien
- José Solis Ruiz - 1964/03/16 Spanien
- Kevin Rush (Botschafter) - 1979/09/01 Irland
- Ingrid Ruutel - 2003/05/29 Estland

## S
- Henrique Saboia (Almirante) - 1990/10/19 Brasilien
- Guilhermo Sevilla Sacasa (Botschafter) - 1970/04/03 Nicaragua
- António Emilio de Almeida Azevedo Barreto Ferraz Sacceti (Vice-Almirante) - 1996/10/15
- Ayman Al Safadi - 2009/03/16 Jordânia
- Arnaldo de Oliveira Sales - 1999/03/12
- Walter Moreira Salles (Botschafter) - 1985/12/11 Brasilien
- Miguel Boyer Salvador - 1984/01/06 Spanien
- Antonio Samorè (1966)
- Frederico José de Sousa Teixeira de Sampayo (Botschafter) - 1983/08/16
- Benito Andión Sancho (Botschafter) - 2015/01/28  Mexiko
- Jit Sangkhadul (Comodoro) - 1961/01/20 Thailand
- Jacques Santer - 1990/11/08 Luxemburg
- António Manuel Syder Santiago (Botschafter) - 1994/11/10
- Albert Pintat Santolària - 2007/07/25 Andorra
- Adalberto Pereira dos Santos (General) - 1967/02/28 Brasilien
- António Furtado dos Santos (Juiz-Conselheiro) - 1972/06/30
- Elisio Alexandre Soares dos Santos - 2000/06/09
- Flávio José Alvares Santos (Major) - 1963/07/31
- Humberto Pais Martins dos Santos (Tenente) - 1968/09/02
- José Alberto Loureiro dos Santos (General) - 1986/03/18
- Júlio César Gomes dos Santos - 1995/10/04 Brasilien
- Roberto Santos - 1977/12/20 Brasilien
- Sérgio Machado dos Santos (Professor Doutor) - 2002/05/28
- António Manuel Frade Saraiva 2016/02/26
- José Hermano Saraiva (Professor Doutor) 2012/06/08  F
- Jose Sarney (Presidente da República) - 2000/03/14 Brasilien
- Roseana Sarney - 1995/10/04 Brasilien
- Roberto Incer Sarquero (Doutor) - 1968/03/18 Nicaragua
- Jean Sauvagnarques - 1975/10/21 Frankreich
- Siddhi Savetsila - 1985/04/26 Thailand
- Ahmed Maher El Sayed (Botschafter) - 1982/11/15 Ägypten
- Pay-Pay wa Saykasige - 1984/12/12 Zaire
- Wolfgang Schäuble (1989)
- Helmut Schäfer (1989)
- Herbert Schaffarczyk (Botschafter) - 1961/03/09 Deutschland
- Werner Schattmann (Botschafter) - 1985/09/05 Deutschland
- Franz Schausberger (Dr.) - 2002/08/19 Österreich
- Jean-Louis Schiltz - 2005/05/06 Luxemburg
- Marcel Schlechter - 1988/11/12 Luxemburg
- Poul Schlüter - 1987/10/31 Dänemark
- Nicolas Schmit - 2005/05/06 Luxemburg
- Efraín Goldenberg Schreiber - 1994/11/29 Perú
- Manfred Schuler - 1978/05/19 Deutschland
- Tom Elink Schurman (Botschafter) - 1961/03/09 Niederlande
- Irmgard Schwaetzer (1989)
- Henning Schwarz - 1978/05/19 Deutschland
- Yannis Scoularikis - 1943/08/22 Griechenland
- Rafael Couchoud Sebastia - 1965/09/07 Spanien
- Salvatore Sechi - 2002/01/03 Italien
- Assane Seck - 1975/02/28 Senegal
- Ramon Sedo - 1961/04/11 Spanien
- Hans-Christoph Seebohm (Doutor) - 1965/08/13 Deutschland
- Norbert Segard - 1975/10/21 Frankreich
- Georges Sekeris (Botschafter) - 1983/08/22 Grécia
- Henri Arphang Senghor (Botschafter) - 1975/02/28 Senegal
- Alfonso de la Serna (Botschafter) - 1974/01/14 Spanien
- Ivan da Silveira Serpa (Almirante) - 1994/08/30 Brasilien
- Manuel Fernando dos Santos Serpa (Juiz-Conselheiro) - 2010/01/19
- Manuel Veremendi i Serpa (Botschafter) - 2006/07/21 Perú
- Narcis Serra y Serpa - 1984/09/22 Spanien
- Héctor Escobar Serrano (Botschafter) - 1961/03/09 Argentinien
- Henrique Serrano - 2006/09/25 Spanien
- José de Bouza Serrano (Botschafter) 2012/03/26
- Amir Shilaty (Botschafter) - 1978/03/03 Irão
- Lýdia Shuleva (Dra.) - 2002/10/07 Bulgarien
- Juan Carlos Risso Sieura (Botschafter) - 1967/10/23 Uruguai
- Joseph Sigal (Konsul) - 1970/02/14 Vereinigte Staaten von Amerika
- Alberto Andrade e Silva (General) - 1972/06/21
- Alberto Vasconcellos da Costa e Silva (Botschafter) - 1991/01/02 Brasilien
- António Manuel da Cunha Esteves de Andrade e Silva (Almirante) - 1999/06/09
- Armando Júlio de Roboredo e Silva (Vice-Almirante) - 1964/07/03
- Artur Eduardo Brochado dos Santos Silva (Dr.) - 2004/06/09
- Geraldo Eulálio do Nascimento e Silva (Botschafter) - 1968/08/19 Brasilien
- Golbery do Couto e Silva - 1978/12/28 Brasilien
- Heitor Manuel Prestes Maia e Silva (Botschafter) - 1994/09/13
- Hermínia Silva (Fadista) - 1990/06/10
- Joaquim Alberto da Cruz e Silva (Professor Doutor) - 2004/06/09
- Joaquim Germano Pinto Machado Correia da Silva (Professor Doutor) 2012/02/16  TP
- José de Alencar Gomes da Silva - 2004/10/12 Brasilien
- Luis António Gaspar da Silva (Botschafter) - 1992/04/15
- Luis Gonzaga do Nascimento e Silva - 1978/12/28 Brasilien
- Maria Manuela Silva (Professora Doutora) - 2000/03/11
- Renato Bayma Archer da Silva - 1987/11/26 Brasilien
- Rui Nogueira Lobo de Alarcão e Silva (Professor Doutor) - 1985/08/24
- Ruy de Lima Casaes e Silva - 2003/07/23 Brasilien
- Zózimo Justo da Silva (Botschafter) - 1990/09/12
- António Francisco de Azevedo da Silveira (Botschafter) - 1977/12/20 Brasilien
- Caio Prates da Silveira - 1972/11/07 Brasilien
- Jorge Correia de Noronha e Silveira (Dr.) - 2001/09/20
- Achille Kardinal Silvestrini (1991)
- Constantinos Simitis - 2003/01/31 Griechenland
- Konstantinos Simitis - 1990/11/12 Griechenland
- Ferenc Simon - 1979/05/31 Ungarn
- José Veiga Simão (Professor Doutor) - 1986/03/18
- Leonardo dos Santos Simão - 1997/05/12 Mosambik
- Alberto da Veiga Simões - 1990/08/04
- Manuel Sobrinho Simões (Professor Doutor) - 2004/10/04
- Robert Six (Botschafter) - 1981/08/07 Belgien
- Anastasios Skopelitis (Botschafter) - 2003/01/31 Griechenland
- Per Skãld (Marechal) - 1991/05/15 Schweden
- Janko Smole - 1978/05/05 Jugoslawien
- Joaquim Renato Correa Pinto Soares (Botschafter) - 1989/03/21
- Roberto de Abreu Sodré (Dr.) - 1968/02/02 Brasilien
- Roberto de Abreu Sodré (Dr.) - 1987/11/26 Brasilien
- Aivar Soerd - 2006/03/08 Estland
- Hendrik Soeters (Botschafter) - 2014/07/29  Niederlande
- Ramón Fernandez de Soignie - 1984/01/06 Spanien
- Raul Solnado (Actor) - 2004/06/09
- Robert Solow - 2006/11/27 Vereinigte Staaten von Amerika
- Hans Solvhoj (Marechal) - 1984/11/16 Dänemark
- Pedro Sorensen (Botschafter) - 1987/01/21 Venezuela
- João de Sá Coutinho Rebelo Sotto-Mayor (Botschafter) - 1987/06/02
- Baltazar Leite Rebelo de Sousa (Dr.) - 1967/02/16
- Carlos Eduardo de Afonseca Alves de Sousa (Botschafter) - 1986/07/14 Brasilien
- Celso Marcos Vieira de Sousa (Botschafter) - 2010/10/06 Brasilien
- Dionísio Mendes de Sousa (Dr.) - 2001/09/03
- José Sócrates Carvalho Pinto de Sousa (Ingenieur) - 2005/04/21
- Marcelo Nuno Duarte Rebelo de Sousa (Professor Doutor) - 2005/06/09
- Roberto Nuno de Oliveira e Silva Pereira de Sousa (Botschafter) - 1991/02/20
- Paulo Ganem Souto - 1997/08/18 Brasilien
- Wilfred Anthony d'Souza (Dr.) - 1994/11/14 India
- Lothar Späth (1989)
- Jean Spautz - 1988/11/12 Luxemburg
- Emmanuel Spyridakis (Botschafter) - 1981/10/28 Griechenland
- Bredo Stabell (Botschafter) - 1976/09/22 Norwegen
- Jacques Staercke - 1991/12/09 Belgien
- Constantin Statescu - 1975/10/21 Rumänien
- Lutz Stavenhagen - 1989/06/02 Deutschland
- Bror Stefenson (Vice-Almirante) - 1991/05/15 Schweden
- Mady Delvaux-Stehres - 2005/05/06 Luxemburg
- Edmund Stoiber (1998)
- Milan Stojakovic (Botschafter) - 1976/07/28 Jugoslawien
- Grigor Stoytchkov - 1979/05/31 Bulgarien
- Victor Von Zahn Stranik (Botschafter) - 1961/05/16 Deutschland
- Gabriel Valdes Subercaseaux (Don) - 1993/07/09 Chile
- Chakorn Suchiva (Botschafter) - 2015/11/19 Thailand
- Ignácio Silva Sucre (Botschafter) - 1968/04/09 Venezuela
- Jürgen Sudhoff (1989)
- Raimondas Šukys (Senhor) - 2007/05/31 Litauen
- Estela Ramualdez Sulit (Botschafterin) - 1969/08/20 Filipinas
- Rita Süssmuth (1998)
- Peter Sutherland - 1998/10/27 Irland
- Nils Erik Svensson - 1987/01/13 Schweden
- Pieter Andries Swanepoel (Botschafter) - 1995/03/03 Südafrika
- Jorge Syder (Botschafter) - 1985/03/13
- Fernando Sylvan - 9. Juni 1994 (posthum) Osttimor/Portugal
- Károly Szarka - 1983/05/05 Ungarn
- Arpad Szenes - 1978/09/07 Frankreich

## T
- Santiago Ruiz Tabanera (1962)
- Jesús Fernando Taboada, argentinischer Botschafter (2001)
- Prinzessin Takamado von Japan - 1993/12/02
- Noboru Takeshita (1990)
- Peko Takov (1979)
- Pentti Talvitié, finnischer Botschafter (1984)
- Pedro Mário Alles Tamen (1993)
- Yutaka Tamura, japanischer Botschafter (1983)
- Moriki Tani, japanischer Botschafter (1980)
- Wu Tao (1996)
- Cristian Tattenbach (1968)
- Jorge D’Escragnolle Taunay, Brasilianischer Botschafter (1972)
- Amândio Joaquim Tavares (1962)
- Aurélio de Lyra Tavares, General (1965)
- Artur da Tavola (1995)
- Juarez Tavora (1966)
- Abdallah Salah Eddine Tazi, marokkanischer Botschafter (2003)
- Nenko Draganov Tchendov, bulgarischer Botschafter (1977)
- Humberto Arguello Tefel, nacaraguanischer Botschafter (1969)
- António Manuel de Assunção Braz Teixeira (2005)
- Nuno Severiano Teixeira (2006)
- Octávio Teixeira (2002)
- Józef Tejchma (1976)
- Miguel António Monteiro Galvão Teles (1986)
- Sérgio Barcellos Telles, Brasilianischer Botschafter und Maler (2005)
- Gonçalo Ribeiro Telles (2017)
- Henrique Ernesto Serra dos Santos Tenreiro (1962)
- Rudolf Thalhammer (1984)
- João Manuel Hall Themido, Botschafter (1968)
- Gaston Eamont Thorn (1982)
- Ove Thorsheim, norwegischer Botschafter (2008)
- Thomas Thorvaldsson (1980)
- Lars Erik Thunholm (1984)
- Prosper Thuysbaert (1982)
- Willy Tilemans (1982)
- Niels Tillisch, dänischer Botschafter (2001)
- Mariano Tirado, venezolanischer Botschafter (1981)
- André Corsino Tolentino (1984)
- Tómas Á. Tómasson, isländischer Botschafter (1984)
- Cláudio Torres (1993)
- João Vasconcelos Torres (1967)
- Suzana Maria de Moura Alves da Silva Toscano (Dra.) 2016/01/26
- Catherine Trautmann (1999)
- Dimitar Traykov, bulgarischer Botschafter (1979)
- Dimitar Traykov, bulgarischer Botschafter (1981)
- Jean-Claude Trichet (2010)
- Herman af Trolle, schwedischer Botschafter (2008)
- José Augusto Perestrello de Alarcão Troni (2001)
- Joseph Trouveroy (1982)
- Maria A. Trujillo (2006)
- Helmut Türk, österreichischer Botschafter (2002)
- Berit Tversland (2008)
- Boris Tzvetkov (1979)

## U
- Peter L. Udoh, nigerianischer Botschafter (1984)
- Gennadiy Yocipovitch Udovenko (1998)
- Leopold Quarles Van Ufford, luxemburgischer Botschafter (1985)
- H. Uggla (Comodoro) (1961)
- Riitta Uosukainen (2002)
- Robert Urbain (1985)
- Maria de Lourdes Urbaneja (2001)
- Ioan Ursu (1975)
- Octacilio Ferra Ururahy, General (1965)
- José Garcia Usano (1965)

## V
- Adamantios Vacalopoulos, griechischer Botschafter (1981)
- Petras Vaitiekūnas (Senhor) (2007)
- Haroldo Teixeira Valadão (1968)
- Francisco António Borges Grainha do Vale, Botschafter (1986)
- João Vale de Almeida, Botschafter der Europäischen Union in den Vereinigten Staaten (2011)
- Román E. Valencia, General (1977)
- António Taveira da Cunha Valente, Botschafter (1994)
- Vasco Taveira da Cunha Valente, Botschafter (1995)
- Heraldo Muñoz Valenzuela (2001)
- Antanas Valionis (2003)
- Juan Ignácio Barrero Valverde (1997)
- Fernando José da Frankreich Van-Dûnen (1997)
- Armando Vara (2005)
- João de Matos Antunes Varela (1961)
- Gregorios Varfis (1983)
- Diego Uribe Vargas (1970)
- José Israel Vargas (1997)
- Renato Varriale (Botschafter) - 2015/09/03 Italien
- Diogo Alves de Sousa de Vasconcelos -  2012/06/08  TP
- Zivan Vasiljevic (1976)
- Giuliano Vassalli (1988)
- Stylianos Vassilikos, griechischer Botschafter (1990)
- Umberto Vattani, italienischer Botschafter (2005)
- Ioannis Vavvas, griechischer Botschafter (2003)
- Constantino Ribeiro Vaz (1983)
- José Albino Machado Vaz (1968)
- Hubert Védrine (1999)
- Alexandre Eduardo Lencastre da Veiga, Botschafter (1983)
- Carlos Veiga (1997)
- Simone Veil (1993)
- João Paulo dos Reis Velloso (1977)
- Francisco José de Abreu Fonseca Veloso (2003)
- Manuel F. Fonseca Veloso, Botschafter (1985)
- Guy Verhofstadt (2006)
- Fernando Nardiz Vial (1989)
- Jorge Del Campo Vidal, peruanischer Botschafter (1979)
- Fernando Delfim Maria Soares Vieira (1980)
- Jorge Ricardo da Conceição Vieira (1998)
- Mauro Iecker Vieira, Brasilianischer Botschafter (2003)
- Vasco Joaquim Rocha Vieira, General (1986)
- Álvaro Siza Vieira (1999)
- Mário Vilalva, brasilianischer Botschafter (2003)
- Emilio Rui da Veiga Peixoto Vilar (1992)
- José Luís da Cruz Vilaça (2006)
- Marcos Vinicios Rodrigues Vilaça (2005)
- Vasile Vilcu (1975)
- Fernando Fuentes Villavicencio (1962)
- Moritz Eiris Villegas, venezolanischer Botschafter (1987)
- Dominique de Villepin (1999)
- Bunthan Bairaj Vinichai, thailändischer Botschafter (2003)
- Lars Vissing, dänischer Botschafter (2010)
- Domingos Teixeira de Abreu Fezas Vital (Botschafter) 2012/04/09
- Bernhard Vogel (1998)
- Stefan Voitec (1975)
- Pieter van Vollenhoven (1991)
- Alfred Vreven (1982)
- Zeljko Vukosav, kroatischer Botschafter 2012/12/13

## W
- Gräfin Alice Trolle Wachtmeister (1987)
- Shusaku Wada, Botschafter (1975)
- Gerhard Wagner, Konteradmiral (1961)
- Jaques Wagner (2008)
- Ignácio Walker (2005)
- Wang Hua-Cheng (1961)
- Prinz Waterloo (1963)
- Francisco Correa Weffort (1997)
- Lucien Weiler (2005)
- Heinz Weinberger, Botschafter (1979)
- Marianne von Weizsäcker (1989)
- Günther van Well (1978)
- Lars-Hjalmar Wide, Botschafter (2008)
- Jean-Michel Willmotte, Architekt (1994)
- Ernst Wirmer (1969)
- Aino Lepik von Wirén, Botschafterin (2006)
- Hans-Jürgen Wischnewski (1978)
- Claude Wiseler (2005)
- Olivier Wormser (1965)

## X
- Cláudio Ximenes (Juiz) - 2012/05/10 Osttimor

## Y
- Toshikuni Yahiro (1985)
- Seti Yale (1984)
- Masuo Yanagi (1976)
- Tarik-Emin Yenisey, türkischer Botschafter (1961)
- Georges Yennimatas, griechischer Botschafter (1999)
- Ho Yin (1990)

## Z
- Pausanias Zakolikos (1983)
- Giuseppe Zamberletti, (1980)
- Valerio Zanone (1990)
- Ítalo Zappa, brasilianischer Botschafter (1977)
- Federico Mayor Zaragosa (1994)
- Petar Zevcevic (1976)
- Kurt Zeleny (1984)
- Ángel Sagaz Zubelzu, spanischer Botschafter (1969)
- Zying Cheng, Botschafter der Volksrepublik China (2006)

## Belege
- Ordensträger auf der Seite des Portugiesischen Präsidenten